# Lista de prêmios e indicações recebidos por Uncharted 3: Drake's Deception
Uncharted 3: Drake's Deception é um jogo eletrônico de ação-aventura desenvolvido pela Naughty Dog e publicado pela Sony Computer Entertainment. Uncharted 3 é uma continuação direta do jogo anterior, nela os jogadores continuam a saga na pele de Nathan "Nate" Drake, que continua na sua vida de ladrão e caçador de tesouros. Nessa sequência conhecemos o passado de Drake e Victor "Sully" Sullivan que retornam à busca de um tesouro que Nathan começou a procurar em sua adolescência. Nessa busca ele conheceu Sully e Katherine Marlowe, líder de uma antiga sucursal da Ordem Hermética, que se tornando inimiga do protagonista nesse primeiro confronto. Marlowe por anos continuou na busca pelo mesmo tesouro que Nathan e junto à ela se une Talbot, que tenta negociar com Drake o anel de Sir Francis Drake, que seria a chave para encontrar o que tanto anseiam. Com ajuda de seus amigos Sully, Chloe Frazer e Charlie Cutter, Nathan viaja o mundo em uma nova aventura, correndo contra os capangas da Ordem e o pirata Rameses contratado por Marlowe. Mais uma vez o bom ladrão acaba tendo ajuda de sua ex-namorada Elena Fisher na metade da jornada. Eles descobrem que o tesouro estaria escondido na cidade perdida de Ubar no meio do deserto de Rub' al Khali, onde eles conhecem Salim, um sheik de uma tribo nômade do deserto que guarda o território de invasores em busca dos mistérios de Ubar. O jogo é mais uma vez roteirizado e dirigido por Amy Hennig em conjunto dessa vez de Justin Richmond. A produção foi vazada por Nolan North, dublador de Nathan Drake em uma entrevista para a revista GamePro em janeiro de 2010 e mais tarde oficialmente anunciado no Spike Video Game Awards de 2010.
O terceiro jogo obteve diversos prêmios na Electronic Entertainment Expo por sua prévia exibida como Melhor Jogo do Show, e em uma nova prévia na Gamescom ele foi condecorado com o prêmio de Melhor Jogo de Console. O beta do multiplayer entrou no Guinness World Records por alcançar a incrível marca de 1.53 milhões de jogadores únicos, com mais de 22 milhões de partidas jogadas, o equivalente a 362 anos de jogatina, isso somente do dia 28 de junho a 14 de julho de 2011. Uncharted 3: Drake's Deception foi lançado em 1 de novembro na América, 2 de novembro na Europa e Japão e 3 de novembro na Oceania. O jogo foi bem recebido pela crítica obtendo média 92/100 no Metacritic e 84/100 pelos usuários. Já no GameRankings ele recebeu a nota 91./76% pela crítica. Drake's Deception é o jogo mais vendido da trilogia para PlayStation 3, alcançando a marca de 9,300,000 unidade em maio de de 2019.
Uncharted 3: Drake's Deception recebeu inúmeras indicações em diversas categorias de pela mídia especializada, entre elas jogo do ano, melhores gráficos, melhor jogo de ação/aventura, melhor roteiro e melhor dublagem. O título obteve doze nomeações no D.I.C.E. Awards, vencendo nas categorias, realização notável em animação,
realização notável em direção de arte e realização notável em engenharia visual. No Spike Video Game Awards conseguiu oito indicações, novamente Nolan North concorreu por sua performance e dessa vez Emily Rose e Claudia Black concorreram juntas por melhor performance feminina, e ainda angariou dois prêmios dentre eles como melhor jogo de playstation 3 e melhores gráficos. No Game Developers Choice Awards teve três indicações, melhor narrativa, melhor tecnologia, melhor arte visual, ganhando nessa última.
Além disso, o jogo captou diversos nomeações e prêmios em distintas premiações acadêmicas como o NAVGTR Awards, onde ele conseguiu treze indicações e venceu em cinco delas; direção de arte contemporânea, direção de câmera em cinema de jogo, trilha sonora dramática original em franquia, edição de som em cinema de jogo e sequência de jogo de aventura.  E mais uma vez Amy Hennig arrebatou o prêmio de melhor roteiro no Writers Guild of America Awards A mídia especializada em geral também premiou o terceiro jogo em variadas categorias, como a GameTrailers, IGN e Eurogamer. 

## Prêmios
| Data                    | Premiação                                                                     | Categoria                                         | Receptor(es)                                                          | Resultado          | Ref     |
| ----------------------- | ----------------------------------------------------------------------------- | ------------------------------------------------- | --------------------------------------------------------------------- | ------------------ | ------- |
| 6 de junho de 2011      | IGN - E3 2011: Best of E3 Awards                                              | Melhor Show                                       | Uncharted 3: Drake's Deception                                        | Indicado           | [ 45 ]  |
| 6 de junho de 2011      | IGN - E3 2011: Best of E3 Awards                                              | Melhor Jogo de PlayStation 3                      | Uncharted 3: Drake's Deception                                        | Venceu             | [ 45 ]  |
| 6 de junho de 2011      | IGN - E3 2011: Best of E3 Awards                                              | Melhor Jogo de Ação                               | Uncharted 3: Drake's Deception                                        | Indicado           | [ 45 ]  |
| 6 de junho de 2011      | IGN - E3 2011: Best of E3 Awards                                              | Melhor Trailer                                    | Uncharted 3: Drake's Deception                                        | Indicado           | [ 45 ]  |
| 6 de junho de 2011      | IGN - E3 2011: Best of E3 Awards                                              | Jogo Mais Esperado                                | Uncharted 3: Drake's Deception                                        | Indicado           | [ 45 ]  |
| 6 de junho de 2011      | Attack of the Fanboy - Best of E3 2011                                        | Melhor Jogo de Ação                               | Uncharted 3: Drake's Deception                                        | Venceu             | [ 46 ]  |
| 10 de junho de 2011     | 1UP - Best of E3 2011                                                         | Melhor Jogo de PlayStation 3                      | Uncharted 3: Drake's Deception                                        | Venceu             | [ 14 ]  |
| 13 de junho de 2011     | Game Informer's Best Of E3 2011 Awards                                        | Melhor Jogo de PlayStation 3                      | Uncharted 3: Drake's Deception                                        | Venceu             | [ 47 ]  |
| 13 de junho de 2011     | VG Chartz - E3 2011: Best of Show Awards                                      | Melhor Jogo de Tiro em Terceira Pessoa            | Uncharted 3: Drake's Deception                                        | Venceu             | [ 48 ]  |
| 13 de junho de 2011     | VG Chartz - E3 2011: Best of Show Awards                                      | Melhor Visual                                     | Uncharted 3: Drake's Deception                                        | Venceu             | [ 48 ]  |
| 14 de junho de 2011     | GameSpy's - Best of E3 2011 Awards                                            | Jogo do Show                                      | Uncharted 3: Drake's Deception                                        | Indicado           | [ 49 ]  |
| 14 de junho de 2011     | GameSpy's - Best of E3 2011 Awards                                            | Melhor Jogo de PlayStation 3                      | Uncharted 3: Drake's Deception                                        | Venceu             | [ 49 ]  |
| 14 de junho de 2011     | GameSpy's - Best of E3 2011 Awards                                            | Melhor Jogo de Ação                               | Uncharted 3: Drake's Deception                                        | Indicado           | [ 50 ]  |
| 14 de junho de 2011     | GamesBeat - The Best Games of E3 2011                                         | Melhor do Show                                    | Uncharted 3: Drake's Deception                                        | Terceiro           | [ 15 ]  |
| 15 de junho de 2011     | Lazygamer’s Best of E3 2011 Awards                                            | Melhor Jogo de Ação/Aventura                      | Uncharted 3: Drake's Deception                                        | Venceu             | [ 51 ]  |
| 16 de junho de 2011     | E3 2011 : les Gameblog Awards                                                 | Melhor Exclusivo de PlayStation 3                 | Uncharted 3: Drake's Deception                                        | Venceu             | [ 52 ]  |
| 16 de junho de 2011     | E3 2011 : les Gameblog Awards                                                 | Melhor Jogo de Ação/Aventura                      | Uncharted 3: Drake's Deception                                        | Venceu             | [ 53 ]  |
| 16 de junho de 2011     | E3 2011 : les Gameblog Awards                                                 | Melhor Jogo de Ação/Aventura                      | Uncharted 3: Drake's Deception                                        | Indicado           | [ 54 ]  |
| 16 de junho de 2011     | GameDynamo - Los Mejores Juegos del E3 2011                                   | Jogo Mais Esperado                                | Uncharted 3: Drake's Deception                                        | Venceu             | [ 55 ]  |
| 16 de junho de 2011     | GameDynamo - Los Mejores Juegos del E3 2011                                   | Melhor Jogo da Sony                               | Uncharted 3: Drake's Deception                                        | Venceu             | [ 56 ]  |
| 19 de junho de 2011     | IncGamers’ E3 2011 Awards                                                     | Melhor Jogo de Ação                               | Uncharted 3: Drake's Deception                                        | Indicado           | [ 57 ]  |
| 19 de junho de 2011     | IncGamers’ E3 2011 Awards                                                     | Melhor Jogo de PlayStation 3                      | Uncharted 3: Drake's Deception                                        | Indicado           | [ 57 ]  |
| 20 de junho de 2011     | X-Play - Best Of E3 2011                                                      | Jogo do Show                                      | Uncharted 3: Drake's Deception                                        | Indicado           | [ 58 ]  |
| 20 de junho de 2011     | X-Play - Best Of E3 2011                                                      | Melhor Multiplayer                                | Uncharted 3: Drake's Deception                                        | Indicado           | [ 58 ]  |
| 20 de junho de 2011     | X-Play - Best Of E3 2011                                                      | Melhor Trailer                                    | Uncharted 3: Drake's Deception                                        | Indicado           | [ 58 ]  |
| 20 de junho de 2011     | X-Play - Best Of E3 2011                                                      | Melhor Jogo de Ação-aventura                      | Uncharted 3: Drake's Deception                                        | Venceu             | [ 59 ]  |
| 20 de junho de 2011     | X-Play - Best Of E3 2011                                                      | Melhor Jogo de PlayStation 3                      | Uncharted 3: Drake's Deception                                        | Venceu             | [ 59 ]  |
| 20 de junho de 2011     | Eurogamer Italia - Il Meglio dell’E3 2011                                     | Melhor Jogo de PlayStation 3                      | Uncharted 3: Drake's Deception                                        | Venceu             | [ 34 ]  |
| 21 de junho de 2011     | Eurogamer's Best of E3 2011                                                   | Melhor Vídeo                                      | Uncharted 3: Drake's Deception                                        | Venceu             | [ 35 ]  |
| 22 de junho de 2011     | Game Critics Awards - Best of E3 2011                                         | Melhor do Show                                    | Uncharted 3: Drake's Deception                                        | Indicado           | [ 60 ]  |
| 22 de junho de 2011     | Game Critics Awards - Best of E3 2011                                         | Melhor Jogo de Console                            | Uncharted 3: Drake's Deception                                        | Indicado           | [ 60 ]  |
| 22 de junho de 2011     | Game Critics Awards - Best of E3 2011                                         | Melhor Jogo de Ação-aventura                      | Uncharted 3: Drake's Deception                                        | Indicado           | [ 60 ]  |
| 22 de junho de 2011     | Game Critics Awards - Best of E3 2011                                         | Melhor Jogo de Multiplayer Online                 | Uncharted 3: Drake's Deception                                        | Indicado           | [ 60 ]  |
| 24 de junho de 2011     | GameSpot - E3 2011                                                            | Melhor Jogo de Ação-aventura                      | Uncharted 3: Drake's Deception                                        | Indicado           | [ 61 ]  |
| 24 de junho de 2011     | GameSpot - E3 2011                                                            | Melhores Gráficos                                 | Uncharted 3: Drake's Deception                                        | Indicado           | [ 62 ]  |
| 24 de junho de 2011     | GameSpot - E3 2011                                                            | Melhor Jogo de PlayStation 3                      | Uncharted 3: Drake's Deception                                        | Indicado           | [ 63 ]  |
| 24 de junho de 2011     | GameSpot - E3 2011                                                            | Melhor Jogo de PlayStation 3 pelos Leitores       | Uncharted 3: Drake's Deception                                        | Venceu             | [ 63 ]  |
| 24 de junho de 2011     | GameSpot - E3 2011                                                            | Jogo do Show                                      | Uncharted 3: Drake's Deception                                        | Indicado           | [ 64 ]  |
| 25 de junho de 2011     | GamesRadar - E3 2011 Awards                                                   | Melhor do Show                                    | Uncharted 3: Drake's Deception                                        | Indicado           | [ 65 ]  |
| 27 de junho de 2011     | GamesRant's E3 2011 Awards                                                    | Melhor Jogo de Ação/Aventura                      | Uncharted 3: Drake's Deception                                        | Venceu             | [ 66 ]  |
| 29 de junho de 2011     | GameTrailers - Best of E3 2011 Awards                                         | Melhores Gráficos                                 | Uncharted 3: Drake's Deception                                        | Venceu             | [ 67 ]  |
| 29 de junho de 2011     | GameTrailers - Best of E3 2011 Awards                                         | Melhores Gráficos 3D                              | Uncharted 3: Drake's Deception                                        | Venceu             | [ 67 ]  |
| 29 de junho de 2011     | GameTrailers - Best of E3 2011 Awards                                         | Melhor Multiplayer                                | Uncharted 3: Drake's Deception                                        | Venceu             | [ 67 ]  |
| 29 de junho de 2011     | GameTrailers - Best of E3 2011 Awards                                         | Melhor Jogo de Tiro em Terceira Pessoa            | Uncharted 3: Drake's Deception                                        | Venceu             | [ 67 ]  |
| 17 de agosto de 2011    | Gamescom Awards 2011                                                          | Melhor Jogo de Console                            | Uncharted 3: Drake's Deception                                        | Indicado           | [ 16 ]  |
| 25 de novembro de 2011  | GamePro - The 10 Best Games of 2011                                           | Melhor Jogo de PlayStation 3                      | Uncharted 3: Drake's Deception                                        | Segundo            | [ 68 ]  |
| 25 de novembro de 2011  | MMGN.com's Game of the Year Celebrations                                      | Jogo do Ano                                       | Uncharted 3: Drake's Deception                                        | Indicado           | [ 69 ]  |
| 25 de novembro de 2011  | MMGN.com's Game of the Year Celebrations                                      | Jogo do Ano pelos Leitores                        | Uncharted 3: Drake's Deception                                        | Venceu             | [ 70 ]  |
| 25 de novembro de 2011  | MMGN.com's Game of the Year Celebrations                                      | Jogo do Ano de PlayStation 3 pelos Leitores       | Uncharted 3: Drake's Deception                                        | Indicado           | [ 71 ]  |
| 26 de novembro de 2011  | International Business Time - Top 10 Video Games of 2011                      | Jogo do Ano                                       | Uncharted 3: Drake's Deception                                        | Quinto             | [ 72 ]  |
| 30 de novembro de 2011  | eGamer Community Awards 2011                                                  | Melhor Jogo de Ação-aventura pelos Leitores       | Uncharted 3: Drake's Deception                                        | Venceu             | [ 73 ]  |
| 30 de novembro de 2011  | eGamer Community Awards 2011                                                  | Melhor Jogo de PlayStation 3 pelos Leitores       | Uncharted 3: Drake's Deception                                        | Venceu             | [ 74 ]  |
| 30 de novembro de 2011  | eGamer Awards 2011                                                            | Melhor Jogo de Ação-aventura                      | Uncharted 3: Drake's Deception                                        | Venceu             | [ 75 ]  |
| 30 de novembro de 2011  | eGamer Awards 2011                                                            | Melhor Multiplayer                                | Uncharted 3: Drake's Deception                                        | Indicado           | [ 76 ]  |
| 30 de novembro de 2011  | eGamer Awards 2011                                                            | Melhor Jogo de PlayStation 3                      | Uncharted 3: Drake's Deception                                        | Venceu             | [ 77 ]  |
| 30 de novembro de 2011  | eGamer Awards 2011                                                            | Jogo do Ano                                       | Uncharted 3: Drake's Deception                                        | Indicado           | [ 78 ]  |
| 1 de dezembro de 2011   | Bluefield Daily Telegraph - Top 10 Video Games                                | Jogo do Ano                                       | Uncharted 3: Drake's Deception                                        | Oitavo             | [ 79 ]  |
| 1 de dezembro de 2011   | IncGamers.com - Game of the Year 2011                                         | Jogo do Ano                                       | Uncharted 3: Drake's Deception                                        | Segundo            | [ 80 ]  |
| 4 de dezembro de 2011   | Just Push Start - 2011 Game of the Year Winners                               | Jogo do Ano                                       | Uncharted 3: Drake's Deception                                        | Segundo            | [ 81 ]  |
| 4 de dezembro de 2011   | Just Push Start - 2011 Game of the Year Winners                               | Melhor Jogo Exclusivo de PlayStation 3            | Uncharted 3: Drake's Deception                                        | Venceu             | [ 81 ]  |
| 4 de dezembro de 2011   | Just Push Start - 2011 Game of the Year Winners                               | Melhor Jogo de Ação-aventura                      | Uncharted 3: Drake's Deception                                        | Segundo            | [ 81 ]  |
| 5 de dezembro de 2011   | Kotaku Austrália - The 10 Best Games Of 2011                                  | Jogo do Ano                                       | Uncharted 3: Drake's Deception                                        | Quarto             | [ 82 ]  |
| 8 de dezembro de 2011   | Paste Magazine - The 20 Best Videogames of 2011                               | Jogo do Ano                                       | Uncharted 3: Drake's Deception                                        | Décimo Segundo     | [ 83 ]  |
| 9 de dezembro de 2011   | Machinima - Inside Gaming Awards 2011                                         | Melhor Design de Som                              | Uncharted 3: Drake's Deception                                        | Indicado           | [ 84 ]  |
| 9 de dezembro de 2011   | Machinima - Inside Gaming Awards 2011                                         | Melhor Personagem Carismático                     | Nathan Drake                                                          | Indicado           | [ 84 ]  |
| 9 de dezembro de 2011   | Machinima - Inside Gaming Awards 2011                                         | Melhor Animação                                   | Uncharted 3: Drake's Deception                                        | Indicado           | [ 84 ]  |
| 9 de dezembro de 2011   | Machinima - Inside Gaming Awards 2011                                         | Melhor Narrativa                                  | Uncharted 3: Drake's Deception                                        | Indicado           | [ 84 ]  |
| 9 de dezembro de 2011   | Machinima - Inside Gaming Awards 2011                                         | Melhor Multiplayer                                | Uncharted 3: Drake's Deception                                        | Indicado           | [ 84 ]  |
| 9 de dezembro de 2011   | Machinima - Inside Gaming Awards 2011                                         | Jogo do Ano                                       | Uncharted 3: Drake's Deception                                        | Indicado           | [ 84 ]  |
| 9 de dezembro de 2011   | Machinima - Inside Gaming Awards 2011                                         | Melhor Cinematografia de Jogo                     | Uncharted 3: Drake's Deception                                        | Venceu             | [ 85 ]  |
| 10 de dezembro de 2011  | Spike Video Game Awards 2011                                                  | Melhor Performance Por Uma Mulher                 | Emily Rose como Elena Fisher                                          | Indicado           | [ 24 ]  |
| 10 de dezembro de 2011  | Spike Video Game Awards 2011                                                  | Melhor Performance por uma Mulher                 | Claudia Black como Chloe Frazer                                       | Indicado           | [ 24 ]  |
| 10 de dezembro de 2011  | Spike Video Game Awards 2011                                                  | Melhor Performance por um Homem                   | Nolan North como Nathan Drake                                         | Indicado           | [ 24 ]  |
| 10 de dezembro de 2011  | Spike Video Game Awards 2011                                                  | Melhores Gráficos                                 | Uncharted 3: Drake's Deception                                        | Venceu             | [ 24 ]  |
| 10 de dezembro de 2011  | Spike Video Game Awards 2011                                                  | Melhor Jogo de Ação-aventura                      | Uncharted 3: Drake's Deception                                        | Indicado           | [ 24 ]  |
| 10 de dezembro de 2011  | Spike Video Game Awards 2011                                                  | Melhor Jogo de PlayStation 3                      | Uncharted 3: Drake's Deception                                        | Venceu             | [ 24 ]  |
| 10 de dezembro de 2011  | Spike Video Game Awards 2011                                                  | Estúdio do Ano                                    | Naughty Dog                                                           | Indicado           | [ 24 ]  |
| 10 de dezembro de 2011  | Spike Video Game Awards 2011                                                  | Jogo do Ano                                       | Uncharted 3: Drake's Deception                                        | Indicado           | [ 24 ]  |
| 10 de dezembro de 2011  | RegHardware - 2011's Best Games                                               | Jogo do Ano                                       | Uncharted 3: Drake's Deception                                        | Décimo             | [ 86 ]  |
| 10 de dezembro de 2011  | Berlingske - Årets 10 Bedste Computerspil                                     | Jogo do Ano                                       | Uncharted 3: Drake's Deception                                        | Quarto             | [ 87 ]  |
| 11 de dezembro de 2011  | Slant Magazine - The 25 Best Video Games of 2011                              | Jogo do Ano                                       | Uncharted 3: Drake's Deception                                        | Quarto             | [ 88 ]  |
| 11 de dezembro de 2011  | PushStartSelect - Game of The Year Awards                                     | Jogo do Ano                                       | Uncharted 3: Drake's Deception                                        | Indicado           | [ 89 ]  |
| 11 de dezembro de 2011  | PushStartSelect - Game of The Year Awards                                     | Melhor Jogo de Ação                               | Uncharted 3: Drake's Deception                                        | Venceu             | [ 89 ]  |
| 11 de dezembro de 2011  | PushStartSelect - Game of The Year Awards                                     | Melhor Jogo de PlayStation 3                      | Uncharted 3: Drake's Deception                                        | Venceu             | [ 89 ]  |
| 11 de dezembro de 2011  | Cheat Code Central - Cody Awards 2011                                         | Jogo do Ano                                       | Uncharted 3: Drake's Deception                                        | Venceu             | [ 90 ]  |
| 11 de dezembro de 2011  | Cheat Code Central - Cody Awards 2011                                         | Estúdio do Ano                                    | Naughty Dog                                                           | Indicado           | [ 91 ]  |
| 11 de dezembro de 2011  | Cheat Code Central - Cody Awards 2011                                         | Melhor Jogo de PlayStation 3                      | Uncharted 3: Drake's Deception                                        | Venceu             | [ 92 ]  |
| 11 de dezembro de 2011  | Cheat Code Central - Cody Awards 2011                                         | Melhor Jogo de Ação-aventura                      | Uncharted 3: Drake's Deception                                        | Venceu             | [ 93 ]  |
| 11 de dezembro de 2011  | Cheat Code Central - Cody Awards 2011                                         | Melhor Multiplayer                                | Uncharted 3: Drake's Deception                                        | Venceu             | [ 94 ]  |
| 11 de dezembro de 2011  | Cheat Code Central - Cody Awards 2011                                         | Melhor Som                                        | Uncharted 3: Drake's Deception                                        | Indicado           | [ 95 ]  |
| 11 de dezembro de 2011  | Cheat Code Central - Cody Awards 2011                                         | Melhores Gráficos                                 | Uncharted 3: Drake's Deception                                        | Venceu             | [ 96 ]  |
| 11 de dezembro de 2011  | Cheat Code Central - Cody Awards 2011                                         | Melhor Personagem Masculino                       | Nathan Drake                                                          | Venceu             | [ 97 ]  |
| 11 de dezembro de 2011  | Cheat Code Central - Cody Awards 2011                                         | Melhor Personagem Feminino                        | Elena Fisher                                                          | Indicado           | [ 98 ]  |
| 11 de dezembro de 2011  | AAG's 2011 Game Of The Year Awards                                            | Melhores Gráficos                                 | Uncharted 3: Drake's Deception                                        | Indicado           | [ 99 ]  |
| 11 de dezembro de 2011  | AAG's 2011 Game Of The Year Awards                                            | Melhor Ação/Aventura                              | Uncharted 3: Drake's Deception                                        | Venceu             | [ 99 ]  |
| 11 de dezembro de 2011  | AAG's 2011 Game Of The Year Awards                                            | Melhor Exclusivo de PlayStation 3                 | Uncharted 3: Drake's Deception                                        | Venceu             | [ 99 ]  |
| 11 de dezembro de 2011  | AAG's 2011 Game Of The Year Awards                                            | Jogo do Ano                                       | Uncharted 3: Drake's Deception                                        | Indicado           | [ 99 ]  |
| 12 de dezembro de 2011  | Mundo Geek - Los 10 mejores juegos de 2011                                    | Jogo do Ano                                       | Uncharted 3: Drake's Deception                                        | Quarto             | [ 100 ] |
| 12 de dezembro de 2011  | PixlBit Staff - Game of the Year 2011                                         | Melhor Ação/Aventura                              | Uncharted 3: Drake's Deception                                        | Indicado           | [ 101 ] |
| 12 de dezembro de 2011  | PixlBit Staff - Game of the Year 2011                                         | Melhor Jogo de PlayStation 3                      | Uncharted 3: Drake's Deception                                        | Venceu             | [ 102 ] |
| 13 de dezembro de 2011  | Stuff - Games of the year                                                     | Melhor Exclusivo de PlayStation 3                 | Uncharted 3: Drake's Deception                                        | Venceu             | [ 103 ] |
| 13 de dezembro de 2011  | DIY - Games Of 2011                                                           | Jogo do Ano                                       | Uncharted 3: Drake's Deception                                        | Sexto              | [ 104 ] |
| 14 de dezembro de 2011  | X-Play's Best Of 2011 Awards                                                  | Melhor Direção de Arte                            | Uncharted 3: Drake's Deception                                        | Indicado           | [ 105 ] |
| 14 de dezembro de 2011  | X-Play's Best Of 2011 Awards                                                  | Melhor Roteiro                                    | Uncharted 3: Drake's Deception                                        | Indicado           | [ 105 ] |
| 14 de dezembro de 2011  | X-Play's Best Of 2011 Awards                                                  | Melhor Jogo de Ação-aventura                      | Uncharted 3: Drake's Deception                                        | Indicado           | [ 105 ] |
| 14 de dezembro de 2011  | X-Play's Best Of 2011 Awards                                                  | Melhor Performance por Nolan North                | Nathan Drake                                                          | Venceu             | [ 106 ] |
| 15 de dezembro de 2011  | TechCentral - The Best Games of 2011                                          | Jogo do Ano                                       | Uncharted 3: Drake's Deception                                        | Nono               | [ 107 ] |
| 15 de dezembro de 2011  | CNet - The Best Games of 2011                                                 | Jogo do Ano                                       | Uncharted 3: Drake's Deception                                        | Quinto             | [ 108 ] |
| 16 de dezembro de 2011  | Stopgame - Luchshiye Igry 2011 Goda                                           | Melhor Exclusivo de Console                       | Uncharted 3: Drake's Deception                                        | Venceu             | [ 109 ] |
| 16 de dezembro de 2011  | GamesBeat - 10 Best Games of 2011                                             | Jogo do Ano                                       | Uncharted 3: Drake's Deception                                        | Venceu             | [ 110 ] |
| 16 de dezembro de 2011  | GlobalGrind - The Top 10 Video Games Of The Year                              | Jogo do Ano                                       | Uncharted 3: Drake's Deception                                        | Indicado           | [ 111 ] |
| 16 de dezembro de 2011  | TechRaptor - The 15 Best Games of 2011                                        | Jogo do Ano                                       | Uncharted 3: Drake's Deception                                        | Décimo Segundo     | [ 112 ] |
| 16 de dezembro de 2011  | God is a Geek - Game of the Year 2011                                         | Jogo do Ano                                       | Uncharted 3: Drake's Deception                                        | Segundo            | [ 113 ] |
| 17 de dezembro de 2011  | La Decima Arte - I Migliori Giochi dell’anno 2011                             | Melhor Jogo de PlayStation 3                      | Uncharted 3: Drake's Deception                                        | Venceu             | [ 114 ] |
| 17 de dezembro de 2011  | GamesRadar - The Platinum Chalice Awards 2011                                 | Melhores Gráficos                                 | Uncharted 3: Drake's Deception                                        | Indicado           | [ 115 ] |
| 17 de dezembro de 2011  | GamesRadar - The Platinum Chalice Awards 2011                                 | Cutscenes que Realmente Queremos Assistir         | Uncharted 3: Drake's Deception                                        | Venceu             | [ 116 ] |
| 17 de dezembro de 2011  | GamesRadar - The Platinum Chalice Awards 2011                                 | Melhor Parceiro                                   | Victor Sullivan                                                       | Venceu             | [ 116 ] |
| 17 de dezembro de 2011  | 2011 Edge Awards                                                              | Melhor Design Visual                              | Uncharted 3: Drake's Deception                                        | Venceu             | [ 117 ] |
| 19 de dezembro de 2011  | Gamingbolt - Game Of The Year 2011                                            | Melhor Introdução                                 | Uncharted 3: Drake's Deception                                        | Indicado           | [ 118 ] |
| 19 de dezembro de 2011  | Gamingbolt - Game Of The Year 2011                                            | Jogo Mais Divertido                               | Uncharted 3: Drake's Deception                                        | Indicado           | [ 118 ] |
| 19 de dezembro de 2011  | Gamingbolt - Game Of The Year 2011                                            | Melhores Cutscenes                                | Uncharted 3: Drake's Deception                                        | Venceu             | [ 118 ] |
| 19 de dezembro de 2011  | Gamingbolt - Game Of The Year 2011                                            | Melhores Texturas                                 | Uncharted 3: Drake's Deception                                        | Indicado           | [ 118 ] |
| 19 de dezembro de 2011  | Gamingbolt - Game Of The Year 2011                                            | Melhor Captura de Movimento                       | Uncharted 3: Drake's Deception                                        | Indicado           | [ 118 ] |
| 19 de dezembro de 2011  | Gamingbolt - Game Of The Year 2011                                            | Melhor História                                   | Uncharted 3: Drake's Deception                                        | Indicado           | [ 118 ] |
| 19 de dezembro de 2011  | Gamingbolt - Game Of The Year 2011                                            | Melhores Dublagem                                 | Uncharted 3: Drake's Deception                                        | Venceu             | [ 118 ] |
| 19 de dezembro de 2011  | Gamingbolt - Game Of The Year 2011                                            | Melhor Trilha Sonora                              | Greg Edmonson                                                         | Indicado           | [ 118 ] |
| 19 de dezembro de 2011  | Gamingbolt - Game Of The Year 2011                                            | Melhores Gráficos                                 | Uncharted 3: Drake's Deception                                        | Indicado           | [ 118 ] |
| 19 de dezembro de 2011  | Gamingbolt - Game Of The Year 2011                                            | Melhor Desenvolvedor                              | Naughty Dog                                                           | Indicado           | [ 118 ] |
| 19 de dezembro de 2011  | Gamingbolt - Game Of The Year 2011                                            | Momento Mais Memorável                            | Uncharted 3: Drake's Deception                                        | Indicado           | [ 118 ] |
| 19 de dezembro de 2011  | Gamingbolt - Game Of The Year 2011                                            | Melhor Beta                                       | Uncharted 3: Drake's Deception                                        | Indicado           | [ 118 ] |
| 19 de dezembro de 2011  | Gamingbolt - Game Of The Year 2011                                            | Melhor Casal/Dupla                                | Nathan Drake & Victor Sullivan                                        | Venceu             | [ 118 ] |
| 19 de dezembro de 2011  | Gamingbolt - Game Of The Year 2011                                            | Melhor Antagonista Feminina                       | Katherine Marlove                                                     | Indicado           | [ 118 ] |
| 19 de dezembro de 2011  | Gamingbolt - Game Of The Year 2011                                            | Melhor Protagonista Feminina                      | Elena Fisher                                                          | Venceu             | [ 118 ] |
| 19 de dezembro de 2011  | Gamingbolt - Game Of The Year 2011                                            | Melhor Protagonista Masculino                     | Nathan Drake                                                          | Indicado           | [ 118 ] |
| 19 de dezembro de 2011  | Gamingbolt - Game Of The Year 2011                                            | Melhor Sequência                                  | Uncharted 3: Drake's Deception                                        | Indicado           | [ 118 ] |
| 19 de dezembro de 2011  | Gamingbolt - Game Of The Year 2011                                            | Melhor Jogo de Ação/Aventura                      | Uncharted 3: Drake's Deception                                        | Indicado           | [ 119 ] |
| 19 de dezembro de 2011  | Gamingbolt - Game Of The Year 2011                                            | Melhor Co-op do Ano                               | Uncharted 3: Drake's Deception                                        | Indicado           | [ 119 ] |
| 19 de dezembro de 2011  | Gamingbolt - Game Of The Year 2011                                            | Jogo do Ano de PlayStation 3                      | Uncharted 3: Drake's Deception                                        | Venceu             | [ 119 ] |
| 19 de dezembro de 2011  | Gamingbolt - Game Of The Year 2011                                            | Jogo do Ano                                       | Uncharted 3: Drake's Deception                                        | Indicado           | [ 119 ] |
| 19 de dezembro de 2011  | Associated Press - Thrilling Year in Games                                    | Jogo do Ano                                       | Uncharted 3: Drake's Deception                                        | Oitavo             | [ 120 ] |
| 19 de dezembro de 2011  | Unocero 2011: Videojuegos del año                                             | Jogo do Ano                                       | Uncharted 3: Drake's Deception                                        | Segundo            | [ 121 ] |
| 20 de dezembro de 2011  | Times Live - Ten of the Best Games of 2011                                    | Jogo do Ano                                       | Uncharted 3: Drake's Deception                                        | Segundo            | [ 122 ] |
| 20 de dezembro de 2011  | Freakin Awesome Network - Fan 2011 Gold Sticks                                | Melhor Trilha Sonora                              | Greg Edmonson                                                         | Venceu             | [ 123 ] |
| 20 de dezembro de 2011  | Freakin Awesome Network - Fan 2011 Gold Sticks                                | Melhor Jogo de PlayStation 3                      | Uncharted 3: Drake's Deception                                        | Venceu             | [ 123 ] |
| 20 de dezembro de 2011  | Arstechnica - Gaming’s Biggest Joys—and Most Bitter Disappointments of 2011   | Jogo do Ano                                       | Uncharted 3: Drake's Deception                                        | Décimo Quarto      | [ 124 ] |
| 21 de dezembro de 2011  | Arena IG - Top 20 - Os melhores jogos de 2011                                 | Jogo do Ano                                       | Uncharted 3: Drake's Deception                                        | Sétimo             | [ 125 ] |
| 21 de dezembro de 2011  | EGM’S Top 25 of 2011                                                          | Jogo do Ano                                       | Uncharted 3: Drake's Deception                                        | Décimo Primeiro    | [ 126 ] |
| 21 de dezembro de 2011  | Afdal 25 Luebat Lieam 2011 Ealaa Shabakat Al'aleab Aldhahabia                 | Melhor Jogo de PlayStation 3                      | Uncharted 3: Drake's Deception                                        | Venceu             | [ 127 ] |
| 21 de dezembro de 2011  | Geek.com’s top games of 2011                                                  | Jogo do Ano                                       | Uncharted 3: Drake's Deception                                        | Indicado           | [ 128 ] |
| 21 de dezembro de 2011  | The Guardian - Top 20 games of 2011                                           | Jogo do Ano                                       | Uncharted 3: Drake's Deception                                        | Sétimo             | [ 129 ] |
| 21 de dezembro de 2011  | Video Games Blogger - Top 25 Best PS3 Games of 2011                           | Melhor Jogo de PlayStation                        | Uncharted 3: Drake's Deception                                        | Quarto             | [ 130 ] |
| 21 de dezembro de 2011  | Video Games Blogger - Top 25 Best PS3 Games of 2011                           | Jogo do Ano                                       | Uncharted 3: Drake's Deception                                        | Sétimo             | [ 131 ] |
| 22 de dezembro de 2011  | TGE Goty Awards 2011                                                          | Melhor Jogo de Ação/Aventura                      | Uncharted 3: Drake's Deception                                        | Indicado           | [ 132 ] |
| 22 de dezembro de 2011  | TGE Goty Awards 2011                                                          | Melhor Jogo de Ação/Aventura pelos Leitores       | Uncharted 3: Drake's Deception                                        | Segundo            | [ 132 ] |
| 22 de dezembro de 2011  | TGE Goty Awards 2011                                                          | Melhor Jogo de PlayStation 3                      | Uncharted 3: Drake's Deception                                        | Venceu             | [ 133 ] |
| 22 de dezembro de 2011  | TGE Goty Awards 2011                                                          | Melhor Jogo de PlayStation 3 para Leitores        | Uncharted 3: Drake's Deception                                        | Venceu             | [ 133 ] |
| 22 de dezembro de 2011  | TGE Goty Awards 2011                                                          | Melhores Gráficos                                 | Uncharted 3: Drake's Deception                                        | Indicado           | [ 134 ] |
| 22 de dezembro de 2011  | TGE Goty Awards 2011                                                          | Melhores Gráficos pelos Leitores                  | Uncharted 3: Drake's Deception                                        | Terceiro           | [ 134 ] |
| 22 de dezembro de 2011  | TGE Goty Awards 2011                                                          | Melhor Trilha Sonora                              | Greg Edmonson                                                         | Indicado           | [ 135 ] |
| 22 de dezembro de 2011  | TGE Goty Awards 2011                                                          | Melhor Trilha Sonora pelos Leitores               | Greg Edmonson                                                         | Quarto             | [ 135 ] |
| 22 de dezembro de 2011  | TGE Goty Awards 2011                                                          | Melhor História                                   | Uncharted 3: Drake's Deception                                        | Indicado           | [ 136 ] |
| 22 de dezembro de 2011  | TGE Goty Awards 2011                                                          | Melhor História pelos Leitores                    | Uncharted 3: Drake's Deception                                        | Venceu             | [ 136 ] |
| 22 de dezembro de 2011  | TGE Goty Awards 2011                                                          | Estúdio do Ano                                    | Naughty Dog                                                           | Indicado           | [ 137 ] |
| 22 de dezembro de 2011  | TGE Goty Awards 2011                                                          | Estúdio do Ano pelos Leitores                     | Naughty Dog                                                           | Segundo            | [ 137 ] |
| 22 de dezembro de 2011  | TGE Goty Awards 2011                                                          | Jogo do Ano                                       | Uncharted 3: Drake's Deception                                        | Indicado           | [ 138 ] |
| 22 de dezembro de 2011  | TGE Goty Awards 2011                                                          | Jogo do Ano pelos Leitores                        | Uncharted 3: Drake's Deception                                        | Terceiro           | [ 138 ] |
| 22 de dezembro de 2011  | PlayStation Universe - Best Games of 2011                                     | Melhor Jogo de Exclusivo de PlayStation 3         | Uncharted 3: Drake's Deception                                        | Venceu             | [ 139 ] |
| 22 de dezembro de 2011  | PlayStation Universe - Best Games of 2011                                     | Melhor Jogo de Ação/Aventura                      | Uncharted 3: Drake's Deception                                        | Venceu             | [ 139 ] |
| 22 de dezembro de 2011  | gamrReview 2011 Game of the Year Awards - PlayStation 3                       | Melhor Tiro em Terceira Pessoa                    | Uncharted 3: Drake's Deception                                        | Venceu             | [ 140 ] |
| 22 de dezembro de 2011  | gamrReview 2011 Game of the Year Awards - PlayStation 3                       | Melhor Tiro em Terceira Pessoa pelos Leitores     | Uncharted 3: Drake's Deception                                        | Venceu             | [ 140 ] |
| 22 de dezembro de 2011  | gamrReview 2011 Game of the Year Awards - PlayStation 3                       | Melhores Gráficos                                 | Uncharted 3: Drake's Deception                                        | Venceu             | [ 140 ] |
| 22 de dezembro de 2011  | gamrReview 2011 Game of the Year Awards - PlayStation 3                       | Melhores Gráficos pelos Leitores                  | Uncharted 3: Drake's Deception                                        | Venceu             | [ 140 ] |
| 22 de dezembro de 2011  | gamrReview 2011 Game of the Year Awards - PlayStation 3                       | Jogo do Ano pelos Leitores                        | Uncharted 3: Drake's Deception                                        | Venceu             | [ 140 ] |
| 22 de dezembro de 2011  | The Best of 2011 with 1UP's Readers' Picks                                    | Melhor Campanha Single Player                     | Uncharted 3: Drake's Deception                                        | Quarto             | [ 141 ] |
| 22 de dezembro de 2011  | The Best of 2011 with 1UP's Readers' Picks                                    | Melhor Sequência                                  | Uncharted 3: Drake's Deception                                        | Segundo            | [ 141 ] |
| 22 de dezembro de 2011  | The Best of 2011 with 1UP's Readers' Picks                                    | Melhor Narrativa                                  | Uncharted 3: Drake's Deception                                        | Segundo            | [ 141 ] |
| 22 de dezembro de 2011  | The Best of 2011 with 1UP's Readers' Picks                                    | Melhor Desenvolvedor                              | Naughty Dog                                                           | Venceu             | [ 141 ] |
| 22 de dezembro de 2011  | The Best of 2011 with 1UP's Readers' Picks                                    | Melhor Beijo                                      | Drake & Elena                                                         | Segundo            | [ 141 ] |
| 22 de dezembro de 2011  | The Best of 2011 with 1UP's Readers' Picks                                    | Jogo do Ano                                       | Uncharted 3: Drake's Deception                                        | Quarto             | [ 141 ] |
| 22 de dezembro de 2011  | Actiontrip - 2011: Game of the Year                                           | Melhor Jogo de Ação/Aventura                      | Uncharted 3: Drake's Deception                                        | Indicado           | [ 142 ] |
| 22 de dezembro de 2011  | Juego del Año - Redaccíon Meristation 2011                                    | Melhor Jogo de Ação/Aventura                      | Uncharted 3: Drake's Deception                                        | Indicado           | [ 143 ] |
| 22 de dezembro de 2011  | Metro - GameCentral Video Game Top 20 of 2011 – Games of the Year             | Jogo do Ano                                       | Uncharted 3: Drake's Deception                                        | Quarto             | [ 144 ] |
| 23 de dezembro de 2011  | Publika - Top 10 Cele Mai Bune Jocuri Video Lansate în 2011                   | Jogo do Ano                                       | Uncharted 3: Drake's Deception                                        | Sétimo             | [ 145 ] |
| 23 de dezembro de 2011  | Gamer.NL - De 25 Beste Games Van 2011                                         | Jogo do Ano                                       | Uncharted 3: Drake's Deception                                        | Sexto              | [ 146 ] |
| 23 de dezembro de 2011  | MGNews - Luchshiye Igry 2011 Goda                                             | Melhor Jogo de Tiro em Terceira Pessoa            | Uncharted 3: Drake's Deception                                        | Venceu             | [ 147 ] |
| 23 de dezembro de 2011  | GameRevolution - Best of 2011 Awards                                          | Melhor Jogo de Ação/Aventura                      | Uncharted 3: Drake's Deception                                        | Indicado           | [ 148 ] |
| 23 de dezembro de 2011  | GameRevolution - Best of 2011 Awards                                          | Melhor Jogo Exclusivo de PlayStation 3            | Uncharted 3: Drake's Deception                                        | Venceu             | [ 149 ] |
| 23 de dezembro de 2011  | GameRevolution - Best of 2011 Awards                                          | Melhor Desenvolvedor                              | Naughty Dog                                                           | Indicado           | [ 150 ] |
| 23 de dezembro de 2011  | GameRevolution - Best of 2011 Awards                                          | Jogo do Ano                                       | Uncharted 3: Drake's Deception                                        | Indicado           | [ 151 ] |
| 23 de dezembro de 2011  | Official PlayStation Magazine UK’s GOTY                                       | Jogo do Ano                                       | Uncharted 3: Drake's Deception                                        | Venceu             | [ 152 ] |
| 23 de dezembro de 2011  | The Lazygamer Awards 2011                                                     | Melhor Jogo de Ação/aventura                      | Uncharted 3: Drake's Deception                                        | Indicado           | [ 153 ] |
| 23 de dezembro de 2011  | The Lazygamer Awards 2011                                                     | Melhor Dublador                                   | Nolan North                                                           | Indicado           | [ 154 ] |
| 23 de dezembro de 2011  | The Lazygamer Awards 2011                                                     | Melhor Exclusivo de PlayStation 3                 | Uncharted 3: Drake's Deception                                        | Venceu             | [ 155 ] |
| 23 de dezembro de 2011  | The Lazygamer Awards 2011                                                     | Jogo do Ano                                       | Uncharted 3: Drake's Deception                                        | Indicado           | [ 156 ] |
| 23 de dezembro de 2011  | MediaKick - Game Of The Year 2011                                             | Jogo do Ano                                       | Uncharted 3: Drake's Deception                                        | Venceu             | [ 157 ] |
| 23 de dezembro de 2011  | MediaKick - Game Of The Year 2011                                             | Jogo do Ano pelas Comunidades                     | Uncharted 3: Drake's Deception                                        | Venceu             | [ 158 ] |
| 23 de dezembro de 2011  | MediaKick - Game Of The Year 2011                                             | Jogo do Ano do PlayStation 3                      | Uncharted 3: Drake's Deception                                        | Venceu             | [ 158 ] |
| 23 de dezembro de 2011  | MediaKick - Game Of The Year 2011                                             | Melhor Jogo de Ação-aventura                      | Uncharted 3: Drake's Deception                                        | Venceu             | [ 158 ] |
| 23 de dezembro de 2011  | MediaKick - Game Of The Year 2011                                             | Melhor Aparência Visual                           | Uncharted 3: Drake's Deception                                        | Venceu             | [ 158 ] |
| 23 de dezembro de 2011  | Metacritic - The Best Games of 2011                                           | Melhor Jogo de PlayStation 3                      | Uncharted 3: Drake's Deception                                        | Venceu             | [ 159 ] |
| 23 de dezembro de 2011  | PlayStation LifeStyle - Best of 2011 Awards                                   | Melhor Exclusivo de PlayStation 3                 | Uncharted 3: Drake's Deception                                        | Venceu             | [ 160 ] |
| 23 de dezembro de 2011  | PlayStation LifeStyle - Best of 2011 Awards                                   | Melhor Jogo de Ação                               | Uncharted 3: Drake's Deception                                        | Indicado           | [ 161 ] |
| 23 de dezembro de 2011  | PlayStation LifeStyle - Best of 2011 Awards                                   | Jogo do Ano pelos Leitores                        | Uncharted 3: Drake's Deception                                        | Venceu             | [ 162 ] |
| 23 de dezembro de 2011  | Mirror - The Top 10 Video Games of 2011                                       | Jogo do Ano                                       | Uncharted 3: Drake's Deception                                        | Terceiro           | [ 163 ] |
| 23 de dezembro de 2011  | El33tonline's Reader Game of the Year Awards                                  | Jogo do Ano                                       | Uncharted 3: Drake's Deception                                        | Empate em Terceiro | [ 164 ] |
| 23 de dezembro de 2011  | CNN - The Top 10 Video Games of 2011                                          | Jogo do Ano                                       | Uncharted 3: Drake's Deception                                        | Décimo             | [ 165 ] |
| 23 de dezembro de 2011  | Next Gen Base - Game of the Year 2011                                         | Jogo do Ano                                       | Uncharted 3: Drake's Deception                                        | Segundo            | [ 166 ] |
| 23 de dezembro de 2011  | Complex- The 25 Best Video Games of 2011                                      | Jogo do Ano                                       | Uncharted 3: Drake's Deception                                        | Décimo Primeiro    | [ 167 ] |
| 23 de dezembro de 2011  | Trendy Gamers - Game of the Year 2011                                         | Jogo do Ano                                       | Uncharted 3: Drake's Deception                                        | Indicado           | [ 168 ] |
| 23 de dezembro de 2011  | UGO - Video Game Of The Year Awards 2011                                      | Jogo do Ano do PlayStation 3                      | Uncharted 3: Drake's Deception                                        | Venceu             | [ 169 ] |
| 23 de dezembro de 2011  | UGO - Video Game Of The Year Awards 2011                                      | Ação/Aventura do Ano                              | Uncharted 3: Drake's Deception                                        | Terceiro           | [ 170 ] |
| 23 de dezembro de 2011  | 411mania - End of the Year Awards III Edition                                 | Melhor Jogo da Sony                               | Uncharted 3: Drake's Deception                                        | Venceu             | [ 171 ] |
| 23 de dezembro de 2011  | Shopto News - 1 Game until Xmas                                               | Jogo do Ano                                       | Uncharted 3: Drake's Deception                                        | Venceu             | [ 172 ] |
| 23 de dezembro de 2011  | Complex - The 25 Best Video Games of 2011                                     | Jogo do Ano                                       | Uncharted 3: Drake's Deception                                        | Décimo Primeiro    | [ 173 ] |
| 24 de dezembro de 2011  | Gamestar - Jahresrückblick 2011 - Die besten Spiele und unsere Tops und Flops | Jogo do Ano                                       | Uncharted 3: Drake's Deception                                        | Quinto             | [ 174 ] |
| 24 de dezembro de 2011  | GoozerNation Game of the Year                                                 | Jogo do Ano                                       | Uncharted 3: Drake's Deception                                        | Venceu             | [ 175 ] |
| 24 de dezembro de 2011  | GoozerNation Game of the Year                                                 | Melhor Jogo de Ação/Aventura                      | Uncharted 3: Drake's Deception                                        | Venceu             | [ 175 ] |
| 24 de dezembro de 2011  | Hot Online - Top 10 Best Video Games Released in 2011                         | Jogo do Ano                                       | Uncharted 3: Drake's Deception                                        | Sétimo             | [ 176 ] |
| 24 de dezembro de 2011  | Player.it - I Migliori Giochi del 2011                                        | Melhor Jogo de PlayStation 3                      | Uncharted 3: Drake's Deception                                        | Venceu             | [ 177 ] |
| 24 de dezembro de 2011  | Player.it - I Migliori Giochi del 2011                                        | Melhor Personagem Feminina                        | Katherine Marlowe                                                     | Indicado           | [ 177 ] |
| 24 de dezembro de 2011  | Player.it - I Migliori Giochi del 2011                                        | Melhor Personagem Masculina                       | Nathan Drake                                                          | Venceu             | [ 177 ] |
| 24 de dezembro de 2011  | Player.it - I Migliori Giochi del 2011                                        | Jogo do Ano                                       | Uncharted 3: Drake's Deception                                        | Indicado           | [ 177 ] |
| 24 de dezembro de 2011  | Yell! Magazine - Top 10 Video Games Of 2011                                   | Jogo do Ano                                       | Uncharted 3: Drake's Deception                                        | Nono               | [ 178 ] |
| 24 de dezembro de 2011  | Pop Culture Online - Top 10 Console Games of 2011                             | Jogo do Ano                                       | Uncharted 3: Drake's Deception                                        | Quinto             | [ 179 ] |
| 25 de dezembro de 2011  | Extreme Gamer - GOTY 2011                                                     | Melhor Jogo de PlayStation 3                      | Uncharted 3: Drake's Deception                                        | Indicado           | [ 180 ] |
| 25 de dezembro de 2011  | Extreme Gamer - GOTY 2011                                                     | Melhor Áudio                                      | Uncharted 3: Drake's Deception                                        | Indicado           | [ 181 ] |
| 25 de dezembro de 2011  | Extreme Gamer - GOTY 2011                                                     | Melhores Gráficos                                 | Uncharted 3: Drake's Deception                                        | Indicado           | [ 181 ] |
| 26 de dezembro de 2011  | Canal Freak - Top 10: Juegos del Año 2011                                     | Jogo do Ano                                       | Uncharted 3: Drake's Deception                                        | Segundo            | [ 182 ] |
| 26 de dezembro de 2011  | Jakarta Globe - Top 10 Video Games of 2011                                    | Jogo do Ano                                       | Uncharted 3: Drake's Deception                                        | Quarto             | [ 183 ] |
| 26 de dezembro de 2011  | VGNett - VG-lesernes spillfavoritter i 2011                                   | Jogo do Ano                                       | Uncharted 3: Drake's Deception                                        | Oitavo             | [ 184 ] |
| 27 de dezembro de 2011  | Gamer 2.0 - Τα καλύτερα παιχνίδια του 2011                                    | Jogo do Ano                                       | Uncharted 3: Drake's Deception                                        | Nono               | [ 185 ] |
| 27 de dezembro de 2011  | gamrReview 2011 Game of the Year Awards - Overall                             | Melhor Jogo em Terceira Pessoa                    | Uncharted 3: Drake's Deception                                        | Venceu             | [ 186 ] |
| 27 de dezembro de 2011  | gamrReview 2011 Game of the Year Awards - Overall                             | Melhor Jogo em Terceira Pessoa pelos Leitores     | Uncharted 3: Drake's Deception                                        | Venceu             | [ 186 ] |
| 27 de dezembro de 2011  | gamrReview 2011 Game of the Year Awards - Overall                             | Melhor Tecnologia Gráfica                         | Uncharted 3: Drake's Deception                                        | Venceu             | [ 186 ] |
| 27 de dezembro de 2011  | gamrReview 2011 Game of the Year Awards - Overall                             | Melhor Tecnologia Gráfica pelos Leitores          | Uncharted 3: Drake's Deception                                        | Venceu             | [ 186 ] |
| 27 de dezembro de 2011  | Darkstation - Game of The Year 2011                                           | Melhor Exclusivo de PlayStation 3                 | Uncharted 3: Drake's Deception                                        | Venceu             | [ 187 ] |
| 27 de dezembro de 2011  | E! Online - Top 10 Games of 2011                                              | Jogo do Ano                                       | Uncharted 3: Drake's Deception                                        | Terceiro           | [ 188 ] |
| 27 de dezembro de 2011  | Horrible Night - The 2011 Grimmys                                             | História do Ano                                   | Uncharted 3: Drake's Deception                                        | Indicado           | [ 189 ] |
| 27 de dezembro de 2011  | Horrible Night - The 2011 Grimmys                                             | Sequência Estável do Ano                          | Uncharted 3: Drake's Deception                                        | Indicado           | [ 190 ] |
| 27 de dezembro de 2011  | DigitalTrends - Best Games 2011                                               | Melhor Jogo de Ação/Aventura                      | Uncharted 3: Drake's Deception                                        | Indicado           | [ 191 ] |
| 27 de dezembro de 2011  | DigitalTrends - Best Games 2011                                               | Melhores Gráficos                                 | Uncharted 3: Drake's Deception                                        | Indicado           | [ 191 ] |
| 27 de dezembro de 2011  | DigitalTrends - Best Games 2011                                               | Melhor Roteiro                                    | Uncharted 3: Drake's Deception                                        | Indicado           | [ 191 ] |
| 27 de dezembro de 2011  | DigitalTrends - Best Games 2011                                               | Melhor Exclusivo de PlayStation 3                 | Uncharted 3: Drake's Deception                                        | Venceu             | [ 191 ] |
| 27 de dezembro de 2011  | DigitalTrends - Best Games 2011                                               | Jogo do Ano                                       | Uncharted 3: Drake's Deception                                        | Indicado           | [ 191 ] |
| 28 de dezembro de 2011  | Playtech - Cele Mai Bune Jocuri Video Din 2011                                | Melhor Jogo de Tiro em Terceira Pessoa            | Uncharted 3: Drake's Deception                                        | Venceu             | [ 192 ] |
| 28 de dezembro de 2011  | Playtech - Cele Mai Bune Jocuri Video Din 2011                                | Melhor Jogo de PlayStation 3                      | Uncharted 3: Drake's Deception                                        | Venceu             | [ 192 ] |
| 28 de dezembro de 2011  | Playtech - Cele Mai Bune Jocuri Video Din 2011                                | Jogo do Ano                                       | Uncharted 3: Drake's Deception                                        | Venceu             | [ 192 ] |
| 28 de dezembro de 2011  | Prylportalen - 5 Bästa Spelen 2011                                            | Jogo do Ano                                       | Uncharted 3: Drake's Deception                                        | Quarto             | [ 193 ] |
| 28 de dezembro de 2011  | OC Weekly - The Best and Worst Video Games of 2011                            | Melhor Jogo de PlayStation 3                      | Uncharted 3: Drake's Deception                                        | Venceu             | [ 194 ] |
| 28 de dezembro de 2011  | Baixaki Jogos - Melhores do ano 2011                                          | Melhor Campanha Single-player                     | Uncharted 3: Drake's Deception                                        | Indicado           | [ 195 ] |
| 28 de dezembro de 2011  | Baixaki Jogos - Melhores do ano 2011                                          | Melhor Campanha Single-player pelos Leitores      | Uncharted 3: Drake's Deception                                        | Segundo            | [ 195 ] |
| 28 de dezembro de 2011  | Baixaki Jogos - Melhores do ano 2011                                          | Melhor Multiplayer                                | Uncharted 3: Drake's Deception                                        | Indicado           | [ 196 ] |
| 28 de dezembro de 2011  | Baixaki Jogos - Melhores do ano 2011                                          | Melhor Multiplayer pelos Leitores                 | Uncharted 3: Drake's Deception                                        | Quarto             | [ 196 ] |
| 28 de dezembro de 2011  | Baixaki Jogos - Melhores do ano 2011                                          | Melhor Cooperativo                                | Uncharted 3: Drake's Deception                                        | Indicado           | [ 197 ] |
| 28 de dezembro de 2011  | Baixaki Jogos - Melhores do ano 2011                                          | Melhor Cooperativo pelos Leitores                 | Uncharted 3: Drake's Deception                                        | Quinto             | [ 197 ] |
| 28 de dezembro de 2011  | Baixaki Jogos - Melhores do ano 2011                                          | Melhor Desenvolvedora                             | Naughty Dog                                                           | Indicado           | [ 198 ] |
| 28 de dezembro de 2011  | Baixaki Jogos - Melhores do ano 2011                                          | Melhor Desenvolvedora pelos Leitores              | Naughty Dog                                                           | Venceu             | [ 198 ] |
| 28 de dezembro de 2011  | Baixaki Jogos - Melhores do ano 2011                                          | Melhor Dublagem                                   | Uncharted 3: Drake's Deception                                        | Indicado           | [ 199 ] |
| 28 de dezembro de 2011  | Baixaki Jogos - Melhores do ano 2011                                          | Melhor Dublagem pelos Leitores                    | Uncharted 3: Drake's Deception                                        | Venceu             | [ 199 ] |
| 28 de dezembro de 2011  | Baixaki Jogos - Melhores do ano 2011                                          | Melhor História                                   | Uncharted 3: Drake's Deception                                        | Indicado           | [ 200 ] |
| 28 de dezembro de 2011  | Baixaki Jogos - Melhores do ano 2011                                          | Melhor História pelos Leitores                    | Uncharted 3: Drake's Deception                                        | Segundo            | [ 200 ] |
| 28 de dezembro de 2011  | Baixaki Jogos - Melhores do ano 2011                                          | Melhor Jogabilidade                               | Uncharted 3: Drake's Deception                                        | Indicado           | [ 201 ] |
| 28 de dezembro de 2011  | Baixaki Jogos - Melhores do ano 2011                                          | Melhor Jogabilidade pelos Leitores                | Uncharted 3: Drake's Deception                                        | Venceu             | [ 201 ] |
| 28 de dezembro de 2011  | Baixaki Jogos - Melhores do ano 2011                                          | Melhor Personagem                                 | Uncharted 3: Drake's Deception                                        | Indicado           | [ 202 ] |
| 28 de dezembro de 2011  | Baixaki Jogos - Melhores do ano 2011                                          | Melhor Personagem pelos Leitores                  | Uncharted 3: Drake's Deception                                        | Segundo            | [ 202 ] |
| 28 de dezembro de 2011  | Baixaki Jogos - Melhores do ano 2011                                          | Melhor Roteiro e Diálogo                          | Uncharted 3: Drake's Deception                                        | Indicado           | [ 203 ] |
| 28 de dezembro de 2011  | Baixaki Jogos - Melhores do ano 2011                                          | Melhor Roteiro e Diálogo pelos Leitores           | Uncharted 3: Drake's Deception                                        | Segundo            | [ 203 ] |
| 28 de dezembro de 2011  | Baixaki Jogos - Melhores do ano 2011                                          | Melhor Sequência                                  | Uncharted 3: Drake's Deception                                        | Indicado           | [ 204 ] |
| 28 de dezembro de 2011  | Baixaki Jogos - Melhores do ano 2011                                          | Melhor Sequência pelos Leitores                   | Uncharted 3: Drake's Deception                                        | Segundo            | [ 204 ] |
| 28 de dezembro de 2011  | Baixaki Jogos - Melhores do ano 2011                                          | Melhores Gráficos                                 | Uncharted 3: Drake's Deception                                        | Indicado           | [ 205 ] |
| 28 de dezembro de 2011  | Baixaki Jogos - Melhores do ano 2011                                          | Melhores Gráficos pelos Leitores                  | Uncharted 3: Drake's Deception                                        | Venceu             | [ 205 ] |
| 28 de dezembro de 2011  | Baixaki Jogos - Melhores do ano 2011                                          | Momentos Memoráveis                               | Uncharted 3: Drake's Deception                                        | Indicado           | [ 206 ] |
| 28 de dezembro de 2011  | Baixaki Jogos - Melhores do ano 2011                                          | Momentos Memoráveis pelos Leitores                | Uncharted 3: Drake's Deception                                        | Venceu             | [ 206 ] |
| 28 de dezembro de 2011  | Baixaki Jogos - Melhores do ano 2011                                          | Melhor Jogo de Ação e Aventura                    | Uncharted 3: Drake's Deception                                        | Indicado           | [ 207 ] |
| 28 de dezembro de 2011  | Baixaki Jogos - Melhores do ano 2011                                          | Melhor Jogo de Ação e Aventura pelos Leitores     | Uncharted 3: Drake's Deception                                        | Segundo            | [ 207 ] |
| 28 de dezembro de 2011  | Baixaki Jogos - Melhores do ano 2011                                          | Melhor Jogo de PlayStation 3                      | Uncharted 3: Drake's Deception                                        | Venceu             | [ 208 ] |
| 28 de dezembro de 2011  | Baixaki Jogos - Melhores do ano 2011                                          | Melhor Jogo de PlayStation 3 pelos Leitores       | Uncharted 3: Drake's Deception                                        | Venceu             | [ 208 ] |
| 28 de dezembro de 2011  | Baixaki Jogos - Melhores do ano 2011                                          | Jogo do Ano                                       | Uncharted 3: Drake's Deception                                        | Indicado           | [ 209 ] |
| 28 de dezembro de 2011  | Baixaki Jogos - Melhores do ano 2011                                          | Jogo do Ano pelos Leitores                        | Uncharted 3: Drake's Deception                                        | Terceiro           | [ 209 ] |
| 28 de dezembro de 2011  | Otago Daily Times - Game of The Year 2011                                     | Jogo do Ano                                       | Uncharted 3: Drake's Deception                                        | Indicado           | [ 210 ] |
| 28 de dezembro de 2011  | Phoenix New Times - The Top Video Games of 2011                               | Jogo do Ano                                       | Uncharted 3: Drake's Deception                                        | Quarto             | [ 211 ] |
| 28 de dezembro de 2011  | The Trades - Top Eleven Games of 2011                                         | Jogo do Ano                                       | Uncharted 3: Drake's Deception                                        | Décimo             | [ 212 ] |
| 29 de dezembro de 2011  | LevelUp Gada Spēle 2011                                                       | Jogo de Ação                                      | Uncharted 3: Drake's Deception                                        | Venceu             | [ 213 ] |
| 29 de dezembro de 2011  | LevelUp Gada Spēle 2011                                                       | Jogo do Ano                                       | Uncharted 3: Drake's Deception                                        | Indicado           | [ 213 ] |
| 29 de dezembro de 2011  | Cheat Happens - End of Year Awards 2011                                       | Jogo do Ano                                       | Uncharted 3: Drake's Deception                                        | Indicado           | [ 214 ] |
| 29 de dezembro de 2011  | Cheat Happens - End of Year Awards 2011                                       | Melhor Jogo de PlayStation 3                      | Uncharted 3: Drake's Deception                                        | Venceu             | [ 214 ] |
| 29 de dezembro de 2011  | Cheat Happens - End of Year Awards 2011                                       | Melhor Visual                                     | Uncharted 3: Drake's Deception                                        | Venceu             | [ 214 ] |
| 29 de dezembro de 2011  | Cheat Happens - End of Year Awards 2011                                       | Melhor Design de Som                              | Uncharted 3: Drake's Deception                                        | Indicado           | [ 214 ] |
| 29 de dezembro de 2011  | GameOver - Jogo do Ano 2011                                                   | Jogo do Ano                                       | Uncharted 3: Drake's Deception                                        | Venceu             | [ 215 ] |
| 29 de dezembro de 2011  | Game Chronicles - 2011 Gamer's Choice Awards                                  | Melhor Design de Arte                             | Uncharted 3: Drake's Deception                                        | Indicado           | [ 216 ] |
| 29 de dezembro de 2011  | Game Chronicles - 2011 Gamer's Choice Awards                                  | Melhor Roteiro/História                           | Uncharted 3: Drake's Deception                                        | Venceu             | [ 216 ] |
| 29 de dezembro de 2011  | Game Chronicles - 2011 Gamer's Choice Awards                                  | Melhor Jogo de Ação/Aventura                      | Uncharted 3: Drake's Deception                                        | Venceu             | [ 216 ] |
| 29 de dezembro de 2011  | Game Chronicles - 2011 Gamer's Choice Awards                                  | Melhores Gráficos                                 | Uncharted 3: Drake's Deception                                        | Venceu             | [ 216 ] |
| 29 de dezembro de 2011  | Game Chronicles - 2011 Gamer's Choice Awards                                  | Melhor Visual Cinemático                          | Uncharted 3: Drake's Deception                                        | Venceu             | [ 216 ] |
| 29 de dezembro de 2011  | Game Chronicles - 2011 Gamer's Choice Awards                                  | Melhor Personagem/Dublagem                        | Nolan North como Nathan Drake                                         | Indicado           | [ 216 ] |
| 29 de dezembro de 2011  | Game Chronicles - 2011 Gamer's Choice Awards                                  | Melhor Música / Trilha Sonora                     | Uncharted 3: Drake's Deception                                        | Venceu             | [ 216 ] |
| 29 de dezembro de 2011  | Game Chronicles - 2011 Gamer's Choice Awards                                  | Jogo do Ano                                       | Uncharted 3: Drake's Deception                                        | Indicado           | [ 216 ] |
| 29 de dezembro de 2011  | The Daily Rotation - Steve’s Top Ten Video Games Of 2011                      | Jogo do Ano                                       | Uncharted 3: Drake's Deception                                        | Quinto             | [ 217 ] |
| 29 de dezembro de 2011  | Gameranx - Top 10 Best Games of 2011                                          | Jogo do Ano                                       | Uncharted 3: Drake's Deception                                        | Oitavo             | [ 218 ] |
| 29 de dezembro de 2011  | Reverb - Best of 2011                                                         | Jogo do Ano                                       | Uncharted 3: Drake's Deception                                        | Quarto             | [ 219 ] |
| 30 de dezembro de 2011  | Daily Rush - Årets Spil 2011                                                  | Melhor História                                   | Uncharted 3: Drake's Deception                                        | Empate             | [ 220 ] |
| 30 de dezembro de 2011  | Daily Rush - Årets Spil 2011                                                  | Melhor Jogo de Tiro em Terceira Pessoa            | Uncharted 3: Drake's Deception                                        | Empate             | [ 221 ] |
| 30 de dezembro de 2011  | Daily Rush - Årets Spil 2011                                                  | Jogo do Ano                                       | Uncharted 3: Drake's Deception                                        | Quarto             | [ 222 ] |
| 30 de dezembro de 2011  | The GamerSushi Top 10 Games of 2011                                           | Jogo do Ano                                       | Uncharted 3: Drake's Deception                                        | Oitavo             | [ 223 ] |
| 30 de dezembro de 2011  | Sunday Mercury Top Ten Video Games of 2011                                    | Jogo do Ano                                       | Uncharted 3: Drake's Deception                                        | Sétimo             | [ 224 ] |
| 30 de dezembro de 2011  | VidaExtra - Mejor Juego de 2011 Según los Lectores                            | Jogo do Ano                                       | Uncharted 3: Drake's Deception                                        | Terceiro           | [ 225 ] |
| 30 de dezembro de 2011  | GotGame's Game of The Year 2011                                               | Jogo do Ano                                       | Uncharted 3: Drake's Deception                                        | Venceu             | [ 226 ] |
| 30 de dezembro de 2011  | Nerd Reactor’s Best of 2011 Video Game Awards                                 | Melhor Jogo de Tiro em Terceira Pessoa            | Uncharted 3: Drake's Deception                                        | Venceu             | [ 227 ] |
| 30 de dezembro de 2011  | Nerd Reactor’s Best of 2011 Video Game Awards                                 | Melhores gráficos                                 | Uncharted 3: Drake's Deception                                        | Venceu             | [ 227 ] |
| 30 de dezembro de 2011  | Nerd Reactor’s Best of 2011 Video Game Awards                                 | Melhor Jogo de PlayStation 3                      | Uncharted 3: Drake's Deception                                        | Venceu             | [ 227 ] |
| 30 de dezembro de 2011  | GameSpot - Best of 2011                                                       | Melhor Jogo de PlayStation 3 pelos Leitores       | Uncharted 3: Drake's Deception                                        | Venceu             | [ 228 ] |
| 30 de dezembro de 2011  | GameSpot - Best of 2011                                                       | Melhor Dublagem                                   | Uncharted 3: Drake's Deception                                        | Indicado           | [ 229 ] |
| 30 de dezembro de 2011  | GameSpot - Best of 2011                                                       | Melhor Jogo de Ação/Aventura                      | Uncharted 3: Drake's Deception                                        | Indicado           | [ 230 ] |
| 30 de dezembro de 2011  | Newsglobe - Best Video Games of 2011                                          | Jogo do Ano                                       | Uncharted 3: Drake's Deception                                        | Quinto             | [ 231 ] |
| 30 de dezembro de 2011  | 3D Juegos - Premios 3D Juegos 2011                                            | Melhor Jogo para PlayStation 3                    | Uncharted 3: Drake's Deception                                        | Venceu             | [ 232 ] |
| 30 de dezembro de 2011  | 3D Juegos - Premios 3D Juegos 2011                                            | Melhor Jogo para PlayStation 3 pelos Leitores     | Uncharted 3: Drake's Deception                                        | Venceu             | [ 232 ] |
| 30 de dezembro de 2011  | 3D Juegos - Premios 3D Juegos 2011                                            | Melhor Jogo de Ação-aventura                      | Uncharted 3: Drake's Deception                                        | Venceu             | [ 233 ] |
| 30 de dezembro de 2011  | 3D Juegos - Premios 3D Juegos 2011                                            | Melhor Jogo de Ação-aventura pelos Leitores       | Uncharted 3: Drake's Deception                                        | Venceu             | [ 233 ] |
| 30 de dezembro de 2011  | 3D Juegos - Premios 3D Juegos 2011                                            | Melhor Áudio pelos Leitores                       | Uncharted 3: Drake's Deception                                        | Segundo            | [ 234 ] |
| 30 de dezembro de 2011  | 3D Juegos - Premios 3D Juegos 2011                                            | Melhor História pelos Leitores                    | Uncharted 3: Drake's Deception                                        | Segundo            | [ 235 ] |
| 30 de dezembro de 2011  | 3D Juegos - Premios 3D Juegos 2011                                            | Melhores Gráficos pelos Leitores                  | Uncharted 3: Drake's Deception                                        | Segundo            | [ 236 ] |
| 30 de dezembro de 2011  | 3D Juegos - Premios 3D Juegos 2011                                            | Melhor Tecnologia pelos Leitores                  | Uncharted 3: Drake's Deception                                        | Segundo            | [ 237 ] |
| 30 de dezembro de 2011  | 3D Juegos - Premios 3D Juegos 2011                                            | Melhor Sequência pelos Leitores                   | Uncharted 3: Drake's Deception                                        | Segundo            | [ 238 ] |
| 30 de dezembro de 2011  | 3D Juegos - Premios 3D Juegos 2011                                            | Melhor Protagonista                               | Nathan Drake                                                          | Venceu             | [ 239 ] |
| 30 de dezembro de 2011  | 3D Juegos - Premios 3D Juegos 2011                                            | Melhor Protagonista pelos Leitores                | Nathan Drake                                                          | Venceu             | [ 239 ] |
| 30 de dezembro de 2011  | 3D Juegos - Premios 3D Juegos 2011                                            | Melhor Antagonista pelos Leitores                 | Katherine Marlowe                                                     | Terceiro           | [ 240 ] |
| 30 de dezembro de 2011  | 3D Juegos - Premios 3D Juegos 2011                                            | Melhor Personagem Secundário pelos Leitores       | Victor Sullivan                                                       | Venceu             | [ 241 ] |
| 30 de dezembro de 2011  | 3D Juegos - Premios 3D Juegos 2011                                            | Jogo do Ano pelos Leitores                        | Uncharted 3: Drake's Deception                                        | Segundo            | [ 242 ] |
| 30 de dezembro de 2011  | Daily Echo - Games in 2011                                                    | Jogo do Ano                                       | Uncharted 3: Drake's Deception                                        | Venceu             | [ 243 ] |
| 30 de dezembro de 2011  | Eurogamer Espanha - Nuestros favoritos de 2011                                | Jogo do Ano                                       | Uncharted 3: Drake's Deception                                        | Quinto             | [ 36 ]  |
| 30 de dezembro de 2011  | Eurogamer Espanha - Nuestros favoritos de 2011                                | Jogo do Ano pelos Leitores                        | Uncharted 3: Drake's Deception                                        | Quarto             | [ 37 ]  |
| 30 de dezembro de 2011  | Blast’s Best Games of 2011 list                                               | Jogo do Ano                                       | Uncharted 3: Drake's Deception                                        | Indicado           | [ 244 ] |
| 30 de dezembro de 2011  | Blast’s Best Games of 2011 list                                               | Melhor Jogo de PlayStation 3                      | Uncharted 3: Drake's Deception                                        | Venceu             | [ 244 ] |
| 30 de dezembro de 2011  | Blast’s Best Games of 2011 list                                               | Melhor Direção de Arte                            | Uncharted 3: Drake's Deception                                        | Indicado           | [ 244 ] |
| 30 de dezembro de 2011  | Blast’s Best Games of 2011 list                                               | Melhor Áudio                                      | Uncharted 3: Drake's Deception                                        | Indicado           | [ 244 ] |
| 30 de dezembro de 2011  | All You Need New England - AUN’s Top 10 Games of 2011                         | Jogo do Ano                                       | Uncharted 3: Drake's Deception                                        | Terceiro           | [ 245 ] |
| 30 de dezembro de 2011  | AtomicGamer 2011 Game of The Year Awards                                      | Melhor Exclusivo de Console                       | Uncharted 3: Drake's Deception                                        | Indicado           | [ 246 ] |
| 30 de dezembro de 2011  | Click Online - Click Game of the Year 2011                                    | Jogo do Ano                                       | Uncharted 3: Drake's Deception                                        | Sexto              | [ 247 ] |
| 30 de dezembro de 2011  | Video Game Writers - VGW’s top 25 games of 2011                               | Jogo do Ano                                       | Uncharted 3: Drake's Deception                                        | Sétimo             | [ 248 ] |
| 30 de dezembro de 2011  | Pixel.tv - Årets Bedste Spil                                                  | Jogo do Ano                                       | Uncharted 3: Drake's Deception                                        | Indicado           | [ 249 ] |
| 30 de dezembro de 2011  | NewGame+ - Les 20 Meilleurs Jeux Vidéo de l’année 2011                        | Jogo do Ano                                       | Uncharted 3: Drake's Deception                                        | Quarto             | [ 250 ] |
| 31 de dezembro de 2011  | VGChartz gamrReview 2011 Game of the Year Awards                              | Melhor Jogo em Terceira Pessoa                    | Uncharted 3: Drake's Deception                                        | Venceu             | [ 251 ] |
| 31 de dezembro de 2011  | VGChartz gamrReview 2011 Game of the Year Awards                              | Melhor Jogo em Terceira Pessoa pelos Leitores     | Uncharted 3: Drake's Deception                                        | Venceu             | [ 251 ] |
| 31 de dezembro de 2011  | VGChartz gamrReview 2011 Game of the Year Awards                              | Melhores Gráficos                                 | Uncharted 3: Drake's Deception                                        | Venceu             | [ 251 ] |
| 31 de dezembro de 2011  | VGChartz gamrReview 2011 Game of the Year Awards                              | Melhores Gráficos pelos Leitores                  | Uncharted 3: Drake's Deception                                        | Venceu             | [ 251 ] |
| 31 de dezembro de 2011  | Z-Awards 2011                                                                 | Jogo do Ano                                       | Uncharted 3: Drake's Deception                                        | Segundo            | [ 252 ] |
| 31 de dezembro de 2011  | Z-Awards 2011                                                                 | Melhor Jogo de PlayStation 3                      | Uncharted 3: Drake's Deception                                        | Venceu             | [ 252 ] |
| 31 de dezembro de 2011  | Z-Awards 2011                                                                 | Melhor Desenvolvedora                             | Naughty Dog                                                           | Segundo            | [ 252 ] |
| 31 de dezembro de 2011  | Z-Awards 2011                                                                 | Melhor Jogo de Aventura                           | Uncharted 3: Drake's Deception                                        | Venceu             | [ 252 ] |
| 31 de dezembro de 2011  | Z-Awards 2011                                                                 | Melhores Gráficos                                 | Uncharted 3: Drake's Deception                                        | Venceu             | [ 252 ] |
| 31 de dezembro de 2011  | Playground - Tseremoniya Nagrazhdeniya                                        | Melhor Jogo de Ação de Tiro em Terceira Pessoa    | Uncharted 3: Drake's Deception                                        | Indicado           | [ 253 ] |
| 31 de dezembro de 2011  | Playground - Tseremoniya Nagrazhdeniya                                        | Melhores Gráficos                                 | Uncharted 3: Drake's Deception                                        | Indicado           | [ 253 ] |
| 31 de dezembro de 2011  | Playground - Tseremoniya Nagrazhdeniya                                        | Melhor Áudio                                      | Uncharted 3: Drake's Deception                                        | Indicado           | [ 253 ] |
| 31 de dezembro de 2011  | Playground - Tseremoniya Nagrazhdeniya                                        | Melhor História                                   | Uncharted 3: Drake's Deception                                        | Indicado           | [ 253 ] |
| 31 de dezembro de 2011  | Playground - Tseremoniya Nagrazhdeniya                                        | Melhor Multiplayer                                | Uncharted 3: Drake's Deception                                        | Indicado           | [ 253 ] |
| 31 de dezembro de 2011  | Playground - Tseremoniya Nagrazhdeniya                                        | Melhor Jogo de PlayStation 3                      | Uncharted 3: Drake's Deception                                        | Indicado           | [ 253 ] |
| 31 de dezembro de 2011  | Playground - Tseremoniya Nagrazhdeniya                                        | Melhor Jogo de PlayStation 3 pelos Leitores       | Uncharted 3: Drake's Deception                                        | Venceu             | [ 253 ] |
| 31 de dezembro de 2011  | Playground - Tseremoniya Nagrazhdeniya                                        | Jogo do Ano                                       | Uncharted 3: Drake's Deception                                        | Indicado           | [ 253 ] |
| 31 de dezembro de 2011  | Eurogamer Portugal - Escolha dos Leitores 2011 - Top 10                       | Jogo do Ano pelos Leitores                        | Uncharted 3: Drake's Deception                                        | Venceu             | [ 38 ]  |
| 31 de dezembro de 2011  | Eurogamer Deutschland - Top 50 Spiele des Jahres 2011                         | Jogo do Ano                                       | Uncharted 3: Drake's Deception                                        | Terceiro           | [ 39 ]  |
| 31 de dezembro de 2011  | Eurogamer.it Awards 2011                                                      | Melhor Jogo de PlayStation 3 pelos Leitores       | Uncharted 3: Drake's Deception                                        | Venceu             | [ 40 ]  |
| 31 de dezembro de 2011  | Eurogamer.it Awards 2011                                                      | Melhor Jogo de PlayStation 3                      | Uncharted 3: Drake's Deception                                        | Venceu             | [ 41 ]  |
| 31 de dezembro de 2011  | InsideGamer - Top 50 van 2011                                                 | Jogo do Ano                                       | Uncharted 3: Drake's Deception                                        | Quinto             | [ 254 ] |
| 31 de dezembro de 2011  | Gameliner - De 25 Beste Games Van 2011                                        | Jogo do Ano                                       | Uncharted 3: Drake's Deception                                        | Terceiro           | [ 255 ] |
| 31 de dezembro de 2011  | The Sixth Axis - Game of the Year 2011                                        | Jogo do Ano                                       | Uncharted 3: Drake's Deception                                        | Segundo            | [ 256 ] |
| 31 de dezembro de 2011  | Console Monster - Console Monster Awards 2011                                 | Melhor Jogo de Ação-aventura                      | Uncharted 3: Drake's Deception                                        | Venceu             | [ 257 ] |
| 31 de dezembro de 2011  | Tom's Hardware Turkey - THG Video Game Awards 2011                            | Melhores Custscenes                               | Uncharted 3: Drake's Deception                                        | Venceu             | [ 258 ] |
| 31 de dezembro de 2011  | Tom's Hardware Turkey - THG Video Game Awards 2011                            | Melhor Jogo de Ação-aventura                      | Uncharted 3: Drake's Deception                                        | Venceu             | [ 259 ] |
| 31 de dezembro de 2011  | Gamer Live - The Best Games of 2011                                           | Jogo do Ano                                       | Uncharted 3: Drake's Deception                                        | Quarto             | [ 260 ] |
| 31 de dezembro de 2011  | Gaming Union - GUN Game of the Year 2011                                      | Jogo do Ano                                       | Uncharted 3: Drake's Deception                                        | Indicado           | [ 261 ] |
| 31 de dezembro de 2011  | Gaming Union - GUN Game of the Year 2011                                      | Melhor Jogo de PlayStation 3                      | Uncharted 3: Drake's Deception                                        | Venceu             | [ 262 ] |
| 31 de dezembro de 2011  | Gaming Union - GUN Game of the Year 2011                                      | Melhor Trilha Sonora                              | Greg Edmonson                                                         | Indicado           | [ 263 ] |
| 31 de dezembro de 2011  | Gaming Union - GUN Game of the Year 2011                                      | Melhor Desenvolvedora                             | Naughty Dog                                                           | Indicado           | [ 264 ] |
| 31 de dezembro de 2011  | Gaming Union - GUN Game of the Year 2011                                      | Melhor Publicadora                                | Sony Computer Entertainment                                           | Indicado           | [ 265 ] |
| 31 de dezembro de 2011  | El Habib - Top Spiele 2011                                                    | Jogo do Ano                                       | Uncharted 3: Drake's Deception                                        | Segundo            | [ 266 ] |
| 31 de dezembro de 2011  | Gamer Live - The Best Games of 2011                                           | Jogo do Ano                                       | Uncharted 3: Drake's Deception                                        | Quarto             | [ 267 ] |
| 31 de dezembro de 2011  | Tvspelsdagboken Ger: Årets Spel 2011                                          | Melhor Edição de Colecionador                     | Uncharted 3: Drake's Deception                                        | Segundo            | [ 268 ] |
| 31 de dezembro de 2011  | GameMAG - Luchshiye Igry 2011 Goda                                            | Melhores Gráficos                                 | Uncharted 3: Drake's Deception                                        | Indicado           | [ 269 ] |
| 31 de dezembro de 2011  | GameMAG - Luchshiye Igry 2011 Goda                                            | Melhor História                                   | Uncharted 3: Drake's Deception                                        | Indicado           | [ 269 ] |
| 31 de dezembro de 2011  | GameMAG - Luchshiye Igry 2011 Goda                                            | Melhor Personagem                                 | Nathan Drake                                                          | Indicado           | [ 269 ] |
| 31 de dezembro de 2011  | GameMAG - Luchshiye Igry 2011 Goda                                            | Inovação do Ano                                   | Uncharted 3: Drake's Deception (Combate em Avião em Movimento)        | Indicado           | [ 269 ] |
| 31 de dezembro de 2011  | GameMAG - Luchshiye Igry 2011 Goda                                            | Melhor Jogo de Ação                               | Uncharted 3: Drake's Deception                                        | Venceu             | [ 269 ] |
| 31 de dezembro de 2011  | Annual Game Music Awards 2011                                                 | Melhor Trilha Sonora Ocidental                    | Greg Edmonson                                                         | Indicado           | [ 270 ] |
| 31 de dezembro de 2011  | Annual Game Music Awards 2011                                                 | Realização Notável em Diálogo                     | Uncharted 3: Drake's Deception                                        | Venceu             | [ 270 ] |
| 1 de janeiro de 2012    | Capsule Computer’s 2011 Game of the Year Awards                               | Melhor Jogo de PlayStation 3                      | Uncharted 3: Drake's Deception                                        | Venceu             | [ 271 ] |
| 1 de janeiro de 2012    | Capsule Computer’s 2011 Game of the Year Awards                               | Melhor História                                   | Uncharted 3: Drake's Deception                                        | Venceu             | [ 272 ] |
| 1 de janeiro de 2012    | Gamerfit Nation - 2011 Game Of The Year Award                                 | Jogo do Ano                                       | Uncharted 3: Drake's Deception                                        | Indicado           | [ 273 ] |
| 1 de janeiro de 2012    | Eurogamer Suécia - Årets spel 2011                                            | Jogo do Ano                                       | Uncharted 3: Drake's Deception                                        | Segundo            | [ 42 ]  |
| 1 de janeiro de 2012    | Eurogamer Suécia - Årets spel 2011                                            | Jogo do Ano pelos Leitores                        | Uncharted 3: Drake's Deception                                        | Segundo            | [ 43 ]  |
| 1 de janeiro de 2012    | Eurogamer Readers' Top 50 Games of 2011                                       | Jogo do Ano pelos Leitores                        | Uncharted 3: Drake's Deception                                        | Sétimo             | [ 44 ]  |
| 1 de janeiro de 2012    | Tribune - Top 5 video games of 2011                                           | Jogo do Ano                                       | Uncharted 3: Drake's Deception                                        | Segundo            | [ 274 ] |
| 1 de janeiro de 2012    | GameGuru - 15 Best Console Games of 2011                                      | Jogo do Ano                                       | Uncharted 3: Drake's Deception                                        | Décimo Quarto      | [ 275 ] |
| 2 de janeiro de 2012    | Gamers Global - Top Ten 2011                                                  | Jogo do Ano                                       | Uncharted 3: Drake's Deception                                        | Quarto             | [ 276 ] |
| 2 de janeiro de 2012    | Gamed Most Loved - GOTY 2011                                                  | Jogo do Ano                                       | Uncharted 3: Drake's Deception                                        | Segundo            | [ 277 ] |
| 2 de janeiro de 2012    | Kill Screen - The Best of 2011                                                | Jogo do Ano                                       | Uncharted 3: Drake's Deception                                        | Décimo             | [ 278 ] |
| 2 de janeiro de 2012    | Snackbar Games - Game of the Year Awards 2011                                 | Melhor Jogo de PlayStation 3                      | Uncharted 3: Drake's Deception                                        | Venceu             | [ 279 ] |
| 2 de janeiro de 2012    | Opdalingen - Våre spillfavoritter i 2011                                      | Jogo do Ano                                       | Uncharted 3: Drake's Deception                                        | Oitavo             | [ 280 ] |
| 3 de janeiro de 2012    | IGN - Best of 2011                                                            | Jogo do Ano                                       | Uncharted 3: Drake's Deception                                        | Indicado           | [ 29 ]  |
| 3 de janeiro de 2012    | IGN - Best of 2011                                                            | Melhor Jogo de Ação                               | Uncharted 3: Drake's Deception                                        | Indicado           | [ 30 ]  |
| 3 de janeiro de 2012    | IGN - Best of 2011                                                            | Melhor Jogo de Ação pelos Leitores                | Uncharted 3: Drake's Deception                                        | Venceu             | [ 30 ]  |
| 3 de janeiro de 2012    | IGN - Best of 2011                                                            | Melhores Gráficos                                 | Uncharted 3: Drake's Deception                                        | Venceu             | [ 31 ]  |
| 3 de janeiro de 2012    | IGN - Best of 2011                                                            | Melhores Gráficos pelos Leitores                  | Uncharted 3: Drake's Deception                                        | Venceu             | [ 31 ]  |
| 3 de janeiro de 2012    | IGN - Best of 2011                                                            | Melhor Som                                        | Uncharted 3: Drake's Deception                                        | Indicado           | [ 32 ]  |
| 3 de janeiro de 2012    | IGN - Best of 2011                                                            | Melhor Desenvolvedora                             | Naughty Dog                                                           | Indicado           | [ 33 ]  |
| 3 de janeiro de 2012    | IGN - Best of 2011                                                            | Melhor Desenvolvedora pelos Leitores              | Naughty Dog                                                           | Venceu             | [ 33 ]  |
| 3 de janeiro de 2012    | IGN - Best of 2011                                                            | Melhor Jogo de Ação de PlayStation 3              | Uncharted 3: Drake's Deception                                        | Indicado           | [ 281 ] |
| 3 de janeiro de 2012    | IGN - Best of 2011                                                            | Melhores Gráficos de PlayStation 3                | Uncharted 3: Drake's Deception                                        | Venceu             | [ 282 ] |
| 3 de janeiro de 2012    | IGN - Best of 2011                                                            | Melhor Som de PlayStation 3                       | Uncharted 3: Drake's Deception                                        | Venceu             | [ 283 ] |
| 3 de janeiro de 2012    | IGN - Best of 2011                                                            | Melhor História de PlayStation 3                  | Uncharted 3: Drake's Deception                                        | Venceu             | [ 284 ] |
| 3 de janeiro de 2012    | IGN - Best of 2011                                                            | Melhor Multiplayer                                | Uncharted 3: Drake's Deception                                        | Indicado           | [ 285 ] |
| 3 de janeiro de 2012    | IGN - Best of 2011                                                            | Jogo do Ano de PlayStation 3                      | Uncharted 3: Drake's Deception                                        | Venceu             | [ 286 ] |
| 3 de janeiro de 2012    | IGN - Best of 2011                                                            | Melhor Desenvolvedor                              | Naughty Dog                                                           | Indicado           | [ 287 ] |
| 3 de janeiro de 2012    | IGN - Best of 2011                                                            | Melhor Som                                        | Uncharted 3: Drake's Deception                                        | Indicado           | [ 288 ] |
| 3 de janeiro de 2012    | IGN - Best of 2011                                                            | Melhores Gráficos                                 | Uncharted 3: Drake's Deception                                        | Venceu             | [ 289 ] |
| 3 de janeiro de 2012    | IGN - Best of 2011                                                            | Melhor Jogo de Ação                               | Uncharted 3: Drake's Deception                                        | Indicado           | [ 290 ] |
| 3 de janeiro de 2012    | IGN - Best of 2011                                                            | Jogo do Ano                                       | Uncharted 3: Drake's Deception                                        | Indicado           | [ 291 ] |
| 3 de janeiro de 2012    | Atomix - Mejores 10 Juegos del 2011                                           | Jogo do Ano                                       | Uncharted 3: Drake's Deception                                        | Segundo            | [ 292 ] |
| 3 de janeiro de 2012    | Go! Gaming Giant - The G3 2011 GOTY Awards                                    | Jogo do Ano                                       | Uncharted 3: Drake's Deception                                        | Indicado           | [ 293 ] |
| 3 de janeiro de 2012    | Go! Gaming Giant - The G3 2011 GOTY Awards                                    | Melhor Jogo de Ação/Aventura                      | Uncharted 3: Drake's Deception                                        | Venceu             | [ 294 ] |
| 3 de janeiro de 2012    | Everyeye Awards 2011                                                          | Melhor Jogo de PlayStation 3                      | Uncharted 3: Drake's Deception                                        | Venceu             | [ 295 ] |
| 3 de janeiro de 2012    | Everyeye Awards 2011                                                          | Direção Artística                                 | Uncharted 3: Drake's Deception                                        | Venceu             | [ 295 ] |
| 4 de janeiro de 2012    | MediaStinger’s Game of the Year 2011                                          | Jogo do Ano                                       | Uncharted 3: Drake's Deception                                        | Indicado           | [ 296 ] |
| 4 de janeiro de 2012    | MediaStinger’s Game of the Year 2011                                          | Melhor Jogo de Ação/Aventura                      | Uncharted 3: Drake's Deception                                        | Venceu             | [ 297 ] |
| 4 de janeiro de 2012    | MediaStinger’s Game of the Year 2011                                          | Jogo Mais Bonito                                  | Uncharted 3: Drake's Deception                                        | Indicado           | [ 298 ] |
| 4 de janeiro de 2012    | MediaStinger’s Game of the Year 2011                                          | Melhor Multiplayer                                | Uncharted 3: Drake's Deception                                        | Venceu             | [ 299 ] |
| 4 de janeiro de 2012    | MediaStinger’s Game of the Year 2011                                          | Melhor Co-op                                      | Uncharted 3: Drake's Deception                                        | Venceu             | [ 300 ] |
| 4 de janeiro de 2012    | Games Catalyst - Game of the Year Awards 2011                                 | Jogo do Ano                                       | Uncharted 3: Drake's Deception                                        | Segundo            | [ 301 ] |
| 4 de janeiro de 2012    | 7outof10 - The 2011 Videogame Awards                                          | Cabeça mais discreta no colo                      | Nathan Drake                                                          | Venceu             | [ 302 ] |
| 4 de janeiro de 2012    | VaDeJuegos - Los mejores juegos del año 2011                                  | Melhor Jogo de PlayStation 3                      | Uncharted 3: Drake's Deception                                        | Venceu             | [ 303 ] |
| 4 de janeiro de 2012    | Courier Times - Top 10 video games of 2011                                    | Jogo do Ano                                       | Uncharted 3: Drake's Deception                                        | Venceu             | [ 304 ] |
| 5 de janeiro de 2012    | OMGN - The Best (And Worst) Video Games of 2011                               | Jogo Mais Animador                                | Uncharted 3: Drake's Deception                                        | Venceu             | [ 305 ] |
| 5 de janeiro de 2012    | OMGN - The Best (And Worst) Video Games of 2011                               | Melhor Jogo de Ação/Aventura                      | Uncharted 3: Drake's Deception                                        | Indicado           | [ 305 ] |
| 5 de janeiro de 2012    | OMGN - The Best (And Worst) Video Games of 2011                               | Melhor Jogo de Terceira/Primeira Pessoa           | Uncharted 3: Drake's Deception                                        | Venceu             | [ 305 ] |
| 5 de janeiro de 2012    | Thunderbolt Games - Game of the Year 2011                                     | Jogo do Ano                                       | Uncharted 3: Drake's Deception                                        | Décimo Terceiro    | [ 306 ] |
| 5 de janeiro de 2012    | Gameswelt - Die Top 10 Spiele des Jahres                                      | Jogo do Ano                                       | Uncharted 3: Drake's Deception                                        | Terceiro           | [ 307 ] |
| 5 de janeiro de 2012    | Gameswelt - Die Top 10 Spiele des Jahres                                      | Jogo do Ano pelos Leitores                        | Uncharted 3: Drake's Deception                                        | Terceiro           | [ 308 ] |
| 5 de janeiro de 2012    | Multiplayer.it - Gioco dell'Anno 2011                                         | Jogo do Ano                                       | Uncharted 3: Drake's Deception                                        | Terceiro           | [ 309 ] |
| 5 de janeiro de 2012    | Multiplayer.it - Gioco dell'Anno 2011                                         | Jogo do Ano pelos Leitores                        | Uncharted 3: Drake's Deception                                        | Segundo            | [ 309 ] |
| 5 de janeiro de 2012    | Multiplayer.it - Gioco dell'Anno 2011                                         | Melhor Jogo de PlayStation 3                      | Uncharted 3: Drake's Deception                                        | Venceu             | [ 309 ] |
| 6 de janeiro de 2012    | Galardón GP de Juego del Año 2011                                             | Jogo do Ano                                       | Uncharted 3: Drake's Deception                                        | Terceiro           | [ 310 ] |
| 6 de janeiro de 2012    | Shogun Gamer's Best of 2011 Awards                                            | Melhor Jogo de Ação/Aventura                      | Uncharted 3: Drake's Deception                                        | Indicado           | [ 311 ] |
| 6 de janeiro de 2012    | WhatCulture's 2011 Game Of The Year                                           | Jogo do Ano pelos                                 | Uncharted 3: Drake's Deception                                        | Terceiro           | [ 312 ] |
| 6 de janeiro de 2012    | GameTrailers - Game of the Year Awards 2011                                   | Melhor Jogo de PlayStation 3                      | Uncharted 3: Drake's Deception                                        | Venceu             | [ 28 ]  |
| 6 de janeiro de 2012    | GameTrailers - Game of the Year Awards 2011                                   | Melhor Campanha Single-player                     | Uncharted 3: Drake's Deception                                        | Venceu             | [ 313 ] |
| 6 de janeiro de 2012    | GameTrailers - Game of the Year Awards 2011                                   | Melhor Multiplayer                                | Uncharted 3: Drake's Deception                                        | Indicado           | [ 314 ] |
| 6 de janeiro de 2012    | GameTrailers - Game of the Year Awards 2011                                   | Melhores Gráficos                                 | Uncharted 3: Drake's Deception                                        | Venceu             | [ 315 ] |
| 6 de janeiro de 2012    | GameTrailers - Game of the Year Awards 2011                                   | Melhor Trilha Sonora                              | Greg Edmonson                                                         | Indicado           | [ 316 ] |
| 6 de janeiro de 2012    | GameTrailers - Game of the Year Awards 2011                                   | Melhor História                                   | Uncharted 3: Drake's Deception                                        | Indicado           | [ 317 ] |
| 6 de janeiro de 2012    | GameTrailers - Game of the Year Awards 2011                                   | Melhor Jogo em Terceira Pessoa                    | Uncharted 3: Drake's Deception                                        | Venceu             | [ 318 ] |
| 6 de janeiro de 2012    | GameTrailers - Game of the Year Awards 2011                                   | Jogo do Ano                                       | Uncharted 3: Drake's Deception                                        | Venceu             | [ 319 ] |
| 7 de janeiro de 2012    | CD-Action - Najlepsze gry 2011                                                | Melhor Jogo de PlayStation 3                      | Uncharted 3: Drake's Deception                                        | Venceu             | [ 320 ] |
| 7 de janeiro de 2012    | Daily Sun - Top 10 Games of 2011                                              | Jogo do Ano                                       | Uncharted 3: Drake's Deception                                        | Quarto             | [ 321 ] |
| 8 de janeiro de 2012    | Spaziogames - Oscar 2011                                                      | Melhor Ação/Aventura                              | Uncharted 3: Drake's Deception                                        | Indicado           | [ 322 ] |
| 8 de janeiro de 2012    | Spaziogames - Oscar 2011                                                      | Melhor Jogo de PlayStation 3                      | Uncharted 3: Drake's Deception                                        | Venceu             | [ 322 ] |
| 9 de janeiro de 2012    | The Gamer Theory Best of 2011 Video Game Awards                               | Melhor Jogo de PlayStation 3                      | Uncharted 3: Drake's Deception                                        | Venceu             | [ 323 ] |
| 9 de janeiro de 2012    | The Gamer Theory Best of 2011 Video Game Awards                               | Melhores Gráficos                                 | Uncharted 3: Drake's Deception                                        | Venceu             | [ 323 ] |
| 9 de janeiro de 2012    | Videogamer - 2011 Game of The Year                                            | Jogo do Ano                                       | Uncharted 3: Drake's Deception                                        | Décimo Terceiro    | [ 324 ] |
| 9 de janeiro de 2012    | GameDynamo - Game Awards 2011                                                 | Melhor Jogo de Ação/Aventura                      | Uncharted 3: Drake's Deception                                        | Indicado           | [ 325 ] |
| 9 de janeiro de 2012    | GameDynamo - Game Awards 2011                                                 | Melhor Jogo de PlayStation 3                      | Uncharted 3: Drake's Deception                                        | Venceu             | [ 326 ] |
| 9 de janeiro de 2012    | GameDynamo - Game Awards 2011                                                 | Jogo do Ano pelos Leitores                        | Uncharted 3: Drake's Deception                                        | Indicado           | [ 327 ] |
| 9 de janeiro de 2012    | GameDynamo - Game Awards 2011                                                 | Jogo do Ano                                       | Uncharted 3: Drake's Deception                                        | Indicado           | [ 328 ] |
| 9 de janeiro de 2012    | Metacritic Users Pick the Best of 2011                                        | Jogo do Ano                                       | Uncharted 3: Drake's Deception                                        | Quarto             | [ 329 ] |
| 9 de janeiro de 2012    | Zonared - Los 10 mejores videojuegos de 2011                                  | Jogo do Ano                                       | Uncharted 3: Drake's Deception                                        | Venceu             | [ 330 ] |
| 10 de janeiro de 2012   | Games.cz - Best of 2011: Hra Roku                                             | Melhor Jogo de PlayStation 3                      | Uncharted 3: Drake's Deception                                        | Indicado           | [ 331 ] |
| 10 de janeiro de 2012   | Poligamia - 50 Najlepszych ier 2011 Roku                                      | Jogo do Ano                                       | Uncharted 3: Drake's Deception                                        | Décimo             | [ 332 ] |
| 10 de janeiro de 2012   | Vagary.TV’s 2011 Game of the Year Awards                                      | Melhor Jogo Exclusivo de PlayStation 3            | Uncharted 3: Drake's Deception                                        | Venceu             | [ 333 ] |
| 11 de janeiro de 2012   | HollywoodChicago.com - The 10 Best Video Games of 2011                        | Jogo do Ano                                       | Uncharted 3: Drake's Deception                                        | Venceu             | [ 334 ] |
| 11 de janeiro de 2012   | Najlepšie Hry Roka 2011 Podľa Redakcie Gamesite.sk                            | Melhor Jogo de Tiro em Terceira Pessoa            | Uncharted 3: Drake's Deception                                        | Venceu             | [ 335 ] |
| 11 de janeiro de 2012   | Najlepšie Hry Roka 2011 Podľa Redakcie Gamesite.sk                            | Melhor Dublagem                                   | Nolan North como Nathan Drake                                         | Venceu             | [ 335 ] |
| 11 de janeiro de 2012   | Najlepšie Hry Roka 2011 Podľa Redakcie Gamesite.sk                            | Melhor Jogo de PlayStation 3                      | Uncharted 3: Drake's Deception                                        | Venceu             | [ 335 ] |
| 11 de janeiro de 2012   | Najlepšie Hry Roka 2011 Podľa Redakcie Gamesite.sk                            | Jogo do Ano                                       | Uncharted 3: Drake's Deception                                        | Venceu             | [ 335 ] |
| 12 de janeiro de 2012   | GameReactor - Årets Spel 2011                                                 | Jogo do Ano                                       | Uncharted 3: Drake's Deception                                        | Terceiro           | [ 336 ] |
| 12 de janeiro de 2012   | GameReactor - Årets Spel 2011                                                 | Melhor História                                   | Uncharted 3: Drake's Deception                                        | Terceiro           | [ 336 ] |
| 12 de janeiro de 2012   | GameReactor - Årets Spel 2011                                                 | Melhor Desenvolvedora                             | Uncharted 3: Drake's Deception                                        | Quarto             | [ 336 ] |
| 13 de janeiro de 2012   | Gamers Xtreme - GOTY 2011                                                     | Melhor Jogo de Ação/Aventura                      | Uncharted 3: Drake's Deception                                        | Venceu             | [ 337 ] |
| 13 de janeiro de 2012   | Gamers Xtreme - GOTY 2011                                                     | Melhor Jogo de Ação/Aventura pelos Leitores       | Uncharted 3: Drake's Deception                                        | Indicado           | [ 337 ] |
| 13 de janeiro de 2012   | Gamers Xtreme - GOTY 2011                                                     | Melhor História                                   | Uncharted 3: Drake's Deception                                        | Indicado           | [ 337 ] |
| 13 de janeiro de 2012   | Gamers Xtreme - GOTY 2011                                                     | Melhor História pelos Leitores                    | Uncharted 3: Drake's Deception                                        | Indicado           | [ 337 ] |
| 13 de janeiro de 2012   | Gamers Xtreme - GOTY 2011                                                     | Melhor Dublagem                                   | Uncharted 3: Drake's Deception                                        | Venceu             | [ 337 ] |
| 13 de janeiro de 2012   | Gamers Xtreme - GOTY 2011                                                     | Melhor Dublagem pelos Leitores                    | Uncharted 3: Drake's Deception                                        | Indicado           | [ 337 ] |
| 13 de janeiro de 2012   | Gamers Xtreme - GOTY 2011                                                     | Melhor Design de Áudio pelos Leitores             | Uncharted 3: Drake's Deception                                        | Indicado           | [ 337 ] |
| 13 de janeiro de 2012   | Gamers Xtreme - GOTY 2011                                                     | Melhor Trilha Sonora                              | Greg Edmonson                                                         | Venceu             | [ 337 ] |
| 13 de janeiro de 2012   | Gamers Xtreme - GOTY 2011                                                     | Melhor Trilha Sonora pelos Leitores               | Greg Edmonson                                                         | Indicado           | [ 337 ] |
| 13 de janeiro de 2012   | Gamers Xtreme - GOTY 2011                                                     | Melhor Multiplayer Competitivo                    | Uncharted 3: Drake's Deception                                        | Indicado           | [ 337 ] |
| 13 de janeiro de 2012   | Gamers Xtreme - GOTY 2011                                                     | Melhor Co-op pelos Leitores                       | Uncharted 3: Drake's Deception                                        | Indicado           | [ 337 ] |
| 13 de janeiro de 2012   | Gamers Xtreme - GOTY 2011                                                     | Melhor Jogo de PlayStation 3                      | Uncharted 3: Drake's Deception                                        | Venceu             | [ 337 ] |
| 13 de janeiro de 2012   | Gamers Xtreme - GOTY 2011                                                     | Melhor Jogo de PlayStation 3 pelos Leitores       | Uncharted 3: Drake's Deception                                        | Venceu             | [ 337 ] |
| 13 de janeiro de 2012   | Gamers Xtreme - GOTY 2011                                                     | Jogo do Ano                                       | Uncharted 3: Drake's Deception                                        | Venceu             | [ 337 ] |
| 13 de janeiro de 2012   | HollywoodJesus.com - Best Games of 2011                                       | Melhor Jogo de Ação                               | Uncharted 3: Drake's Deception                                        | Segundo            | [ 338 ] |
| 13 de janeiro de 2012   | HollywoodJesus.com - Best Games of 2011                                       | Melhor Terceira Sequência                         | Uncharted 3: Drake's Deception                                        | Terceiro           | [ 338 ] |
| 13 de janeiro de 2012   | HollywoodJesus.com - Best Games of 2011                                       | Melhores Gráficos (Técnica)                       | Uncharted 3: Drake's Deception                                        | Terceiro           | [ 338 ] |
| 13 de janeiro de 2012   | HollywoodJesus.com - Best Games of 2011                                       | Melhor História                                   | Uncharted 3: Drake's Deception                                        | Quarto             | [ 338 ] |
| 13 de janeiro de 2012   | HollywoodJesus.com - Best Games of 2011                                       | Melhor Jogo de PlayStation 3                      | Uncharted 3: Drake's Deception                                        | Venceu             | [ 338 ] |
| 13 de janeiro de 2012   | HollywoodJesus.com - Best Games of 2011                                       | Jogo do Ano                                       | Uncharted 3: Drake's Deception                                        | Terceiro           | [ 338 ] |
| 14 de janeiro de 2012   | Alternative Magazine Online: The Best of 2011 Roundup/Awards                  | Jogo do Ano                                       | Uncharted 3: Drake's Deception                                        | Venceu             | [ 339 ] |
| 14 de janeiro de 2012   | Hooked Gamers - 2011 Game of The Year                                         | Jogo do Ano                                       | Uncharted 3: Drake's Deception                                        | Indicado           | [ 340 ] |
| 14 de janeiro de 2012   | Hooked Gamers - 2011 Game of The Year                                         | Melhor Jogo de PlayStation 3                      | Uncharted 3: Drake's Deception                                        | Venceu             | [ 341 ] |
| 16 de janeiro de 2012   | Hallands Nyheter - De bästa spelen år 2011                                    | Jogo do Ano                                       | Uncharted 3: Drake's Deception                                        | Segundo            | [ 342 ] |
| 17 de janeiro de 2012   | Gamer Node - 2011 Nodie Awards                                                | Jogo do Ano                                       | Uncharted 3: Drake's Deception                                        | Indicado           | [ 343 ] |
| 17 de janeiro de 2012   | Gamona - Leser-Award 2011                                                     | Jogo do Ano pelos Leitores                        | Uncharted 3: Drake's Deception                                        | Nono               | [ 344 ] |
| 17 de janeiro de 2012   | Allehand - Årets bästa spel 2011                                              | Jogo do Ano                                       | Uncharted 3: Drake's Deception                                        | Segundo            | [ 345 ] |
| 18 de janeiro de 2012   | JOE’s Top Five Video Games of 2011                                            | Jogo do Ano                                       | Uncharted 3: Drake's Deception                                        | Segundo            | [ 346 ] |
| 19 de janeiro de 2012   | GameFaction - Top 10 Najlepszych Gier w 2011 Roku                             | Jogo do Ano                                       | Uncharted 3: Drake's Deception                                        | Segundo            | [ 347 ] |
| 20 de janeiro de 2012   | 4news - Gioco dell'Anno 2011                                                  | Melhor Jogo de PlayStation 3                      | Uncharted 3: Drake's Deception                                        | Venceu             | [ 348 ] |
| 20 de janeiro de 2012   | 4news - Gioco dell'Anno 2011                                                  | Melhor Jogo Ação                                  | Uncharted 3: Drake's Deception                                        | Indicado           | [ 348 ] |
| 20 de janeiro de 2012   | 4news - Gioco dell'Anno 2011                                                  | Melhor Jogo de Aventura                           | Uncharted 3: Drake's Deception                                        | Venceu             | [ 348 ] |
| 20 de janeiro de 2012   | 4news - Gioco dell'Anno 2011                                                  | Melhor Jogo de Tiro em Terceira Pessoa            | Uncharted 3: Drake's Deception                                        | Indicado           | [ 348 ] |
| 20 de janeiro de 2012   | 4news - Gioco dell'Anno 2011                                                  | Melhor Jogo de Multiplayer online                 | Uncharted 3: Drake's Deception                                        | Indicado           | [ 348 ] |
| 20 de janeiro de 2012   | 4news - Gioco dell'Anno 2011                                                  | Melhores Gráficos de Jogo em Console              | Uncharted 3: Drake's Deception                                        | Venceu             | [ 348 ] |
| 20 de janeiro de 2012   | 4news - Gioco dell'Anno 2011                                                  | Melhor História                                   | Uncharted 3: Drake's Deception                                        | Venceu             | [ 348 ] |
| 20 de janeiro de 2012   | 4news - Gioco dell'Anno 2011                                                  | Melhor Jogo com Dublagem em Italiano              | Uncharted 3: Drake's Deception                                        | Venceu             | [ 348 ] |
| 20 de janeiro de 2012   | 4news - Gioco dell'Anno 2011                                                  | Jogo do Ano                                       | Uncharted 3: Drake's Deception                                        | Indicado           | [ 348 ] |
| 21 de janeiro de 2012   | Gamereactor esittää vuoden pelit 2011                                         | Jogo do Ano                                       | Uncharted 3: Drake's Deception                                        | Segundo            | [ 349 ] |
| 21 de janeiro de 2012   | Gamereactor esittää vuoden pelit 2011                                         | Tecnologia do Ano                                 | Uncharted 3: Drake's Deception                                        | Segundo            | [ 349 ] |
| 21 de janeiro de 2012   | Gamereactor esittää vuoden pelit 2011                                         | Jogo Online do Ano                                | Uncharted 3: Drake's Deception                                        | Terceiro           | [ 349 ] |
| 21 de janeiro de 2012   | Gamereactor esittää vuoden pelit 2011                                         | História do Ano                                   | Uncharted 3: Drake's Deception                                        | Venceu             | [ 349 ] |
| 21 de janeiro de 2012   | Gamereactor esittää vuoden pelit 2011                                         | Personagem do Ano                                 | Nathan Drake                                                          | Venceu             | [ 349 ] |
| 21 de janeiro de 2012   | Gamereactor esittää vuoden pelit 2011                                         | Desenvolvedora do Ano                             | Naughty Dog                                                           | Segundo            | [ 349 ] |
| 23 de janeiro de 2012   | NeoGAF - Games of the Year 2011 Awards                                        | Jogo do Ano                                       | Uncharted 3: Drake's Deception                                        | Sexto              | [ 350 ] |
| 23 de janeiro de 2012   | NeoGAF - Games of the Year 2011 Awards                                        | Melhor Jogo de Ação                               | Uncharted 3: Drake's Deception                                        | Venceu             | [ 350 ] |
| 23 de janeiro de 2012   | NeoGAF - Games of the Year 2011 Awards                                        | Melhor Jogo de PlayStation 3                      | Uncharted 3: Drake's Deception                                        | Venceu             | [ 350 ] |
| 23 de janeiro de 2012   | NeoGAF - Games of the Year 2011 Awards                                        | Prêmio de Apelo Generalizado                      | Uncharted 3: Drake's Deception                                        | Quarto             | [ 350 ] |
| 23 de janeiro de 2012   | NeoGAF - Games of the Year 2011 Awards                                        | Prêmio de Paixão                                  | Uncharted 3: Drake's Deception                                        | Sexto              | [ 350 ] |
| 23 de janeiro de 2012   | NeoGAF - Games of the Year 2011 Awards                                        | Prêmio de Alta Qualidade                          | Uncharted 3: Drake's Deception                                        | Décimo Primeiro    | [ 350 ] |
| 23 de janeiro de 2012   | NeoGAF - Games of the Year 2011 Awards                                        | Prêmio Selo de Qualidade                          | Sony Computer Entertainment                                           | Terceiro           | [ 350 ] |
| 24 de janeiro de 2012   | Hardware Upgrade - I Migliori Videogiochi del 2011                            | Jogo do Ano                                       | Uncharted 3: Drake's Deception                                        | Sexto              | [ 351 ] |
| 24 de janeiro de 2012   | IGN DE - Die besten Spiele des Jahres 2011                                    | Jogo do Ano                                       | Uncharted 3: Drake's Deception                                        | Quarto             | [ 352 ] |
| 24 de janeiro de 2012   | Game Room Gift Guide: Top 25 of 2011                                          | Jogo do Ano                                       | Uncharted 3: Drake's Deception                                        | Venceu             | [ 353 ] |
| 25 de janeiro de 2012   | Komputer Swiat - Najlepsze Gry 2011 Roku                                      | Melhor Jogo de Ação/Aventura pelos Leitores       | Uncharted 3: Drake's Deception                                        | Terceiro           | [ 354 ] |
| 26 de janeiro de 2012   | Dome.fi - Vuoden 2011 Parhaat Pelit                                           | Melhor Jogo de PlayStation 3 pelos Leitores       | Uncharted 3: Drake's Deception                                        | Venceu             | [ 355 ] |
| 26 de janeiro de 2012   | Dome.fi - Vuoden 2011 Parhaat Pelit                                           | Jogo do Ano                                       | Uncharted 3: Drake's Deception                                        | Indicado           | [ 355 ] |
| 26 de janeiro de 2012   | Dome.fi - Vuoden 2011 Parhaat Pelit                                           | Melhor Personagem                                 | Nathan Drake                                                          | Indicado           | [ 355 ] |
| 26 de janeiro de 2012   | Dome.fi - Vuoden 2011 Parhaat Pelit                                           | Melhor Roteiro                                    | Uncharted 3: Drake's Deception                                        | Indicado           | [ 355 ] |
| 29 de janeiro de 2012   | Popmatters - The Best Games of 2011                                           | Jogo do Ano                                       | Uncharted 3: Drake's Deception                                        | Décimo Primeiro    | [ 356 ] |
| 3 de fevereiro de 2012  | Metro GameCentral - Readers' Top 20 of 2011                                   | Jogo do Ano pelos Leitores                        | Uncharted 3: Drake's Deception                                        | Sétimo             | [ 357 ] |
| 4 de fevereiro de 2012  | Annie Awards 2012                                                             | Melhor Animação em Videogame                      | Uncharted 3: Drake's Deception                                        | Indicado           | [ 358 ] |
| 9 de fevereiro de 2012  | Danish Game Awards 2012                                                       | Jogo do Ano                                       | Uncharted 3: Drake's Deception                                        | Indicado           | [ 359 ] |
| 9 de fevereiro de 2012  | Danish Game Awards 2012                                                       | Jogo de Ação                                      | Uncharted 3: Drake's Deception                                        | Venceu             | [ 359 ] |
| 10 de fevereiro de 2012 | D.I.C.E. Awards 2011                                                          | Realização Notável em Animação                    | Uncharted 3: Drake's Deception                                        | Venceu             | [ 23 ]  |
| 10 de fevereiro de 2012 | D.I.C.E. Awards 2011                                                          | Realização Notável em Direção de Arte             | Uncharted 3: Drake's Deception                                        | Venceu             | [ 23 ]  |
| 10 de fevereiro de 2012 | D.I.C.E. Awards 2011                                                          | Realização Notável em Engenharia Visual           | Uncharted 3: Drake's Deception                                        | Venceu             | [ 23 ]  |
| 10 de fevereiro de 2012 | D.I.C.E. Awards 2011                                                          | Jogo de Aventura do Ano                           | Uncharted 3: Drake's Deception                                        | Indicado           | [ 23 ]  |
| 10 de fevereiro de 2012 | D.I.C.E. Awards 2011                                                          | Jogo do Ano                                       | Uncharted 3: Drake's Deception                                        | Indicado           | [ 23 ]  |
| 10 de fevereiro de 2012 | D.I.C.E. Awards 2011                                                          | Composição Notável em Musical Original            | Uncharted 3: Drake's Deception                                        | Indicado           | [ 23 ]  |
| 10 de fevereiro de 2012 | D.I.C.E. Awards 2011                                                          | Composição Notável em Realização de Design de Som | Uncharted 3: Drake's Deception                                        | Indicado           | [ 23 ]  |
| 10 de fevereiro de 2012 | D.I.C.E. Awards 2011                                                          | Realização Notável em Desempenho de Personagem    | Nathan Drake                                                          | Indicado           | [ 23 ]  |
| 10 de fevereiro de 2012 | D.I.C.E. Awards 2011                                                          | Realização Notável em Desempenho de Personagem    | Victor Sullivan                                                       | Indicado           | [ 23 ]  |
| 10 de fevereiro de 2012 | D.I.C.E. Awards 2011                                                          | Realização Notável em Direção de Jogo             | Uncharted 3: Drake's Deception                                        | Indicado           | [ 23 ]  |
| 10 de fevereiro de 2012 | D.I.C.E. Awards 2011                                                          | Realização Notável em História                    | Uncharted 3: Drake's Deception                                        | Indicado           | [ 23 ]  |
| 10 de fevereiro de 2012 | D.I.C.E. Awards 2011                                                          | Realização Notável em Conectividade               | Uncharted 3: Drake's Deception                                        | Indicado           | [ 23 ]  |
| 13 de fevereiro de 2012 | 2012 Calvin Awards: Best Videogame                                            | Jogo do Ano                                       | Uncharted 3: Drake's Deception                                        | Nono               | [ 360 ] |
| 20 de fevereiro de 2012 | Writers Guild of America Awards 2011                                          | Roteiro de Videogame                              | Amy Hennig                                                            | Venceu             | [ 27 ]  |
| 2 de março de 2012      | 10th Annual Game Audio Networks Guild Awards                                  | Áudio do Ano                                      | Uncharted 3: Drake's Deception                                        | Indicado           | [ 361 ] |
| 2 de março de 2012      | 10th Annual Game Audio Networks Guild Awards                                  | Melhor Áudio Cinematográfico                      | Uncharted 3: Drake's Deception                                        | Venceu             | [ 361 ] |
| 2 de março de 2012      | 10th Annual Game Audio Networks Guild Awards                                  | Música do Ano                                     | "“Small Beginnings”" - Greg Edmonson - Uncharted 3: Drake's Deception | Indicado           | [ 361 ] |
| 2 de março de 2012      | 10th Annual Game Audio Networks Guild Awards                                  | Melhor Trilha Interativa                          | Greg Edmonson                                                         | Indicado           | [ 361 ] |
| 2 de março de 2012      | 10th Annual Game Audio Networks Guild Awards                                  | Design de Som do Ano                              | Uncharted 3: Drake's Deception                                        | Indicado           | [ 361 ] |
| 2 de março de 2012      | 10th Annual Game Audio Networks Guild Awards                                  | Melhor Mixagem de Áudio                           | Uncharted 3: Drake's Deception                                        | Indicado           | [ 361 ] |
| 2 de março de 2012      | 10th Annual Game Audio Networks Guild Awards                                  | Melhor Diálogo                                    | Uncharted 3: Drake's Deception                                        | Indicado           | [ 361 ] |
| 2 de março de 2012      | 10th Annual Game Audio Networks Guild Awards                                  | Melhor Dublagem                                   | Uncharted 3: Drake's Deception                                        | Indicado           | [ 361 ] |
| 19 de março de 2012     | Gry-online - Gra Roku 2011                                                    | Melhor Jogo de PlayStation 3                      | Uncharted 3: Drake's Deception                                        | Venceu             | [ 362 ] |
| 1 de abril de 2012      | BTVA Voice Acting Awards 1                                                    | Dublador do Ano                                   | Nolan North                                                           | Indicado           | [ 363 ] |
| 1 de abril de 2012      | BTVA Voice Acting Awards 1                                                    | Dublador do Ano pelos Leitores                    | Nolan North                                                           | Venceu             | [ 363 ] |
| 8 de abril de 2012      | Game Developers Choice Awards Awards 2011                                     | Melhor Narrativa                                  | Uncharted 3: Drake's Deception                                        | Indicado           | [ 364 ] |
| 8 de abril de 2012      | Game Developers Choice Awards Awards 2011                                     | Melhor Artes Visuais                              | Uncharted 3: Drake's Deception                                        | Venceu             | [ 364 ] |
| 8 de abril de 2012      | Game Developers Choice Awards Awards 2011                                     | Melhor Tecnologia                                 | Uncharted 3: Drake's Deception                                        | Indicado           | [ 364 ] |
| 12 de abril de 2012     | NAVGTR Awards 2011                                                            | Jogo do Ano                                       | Uncharted 3: Drake's Deception                                        | Indicado           | [ 26 ]  |
| 12 de abril de 2012     | NAVGTR Awards 2011                                                            | Animação                                          | Uncharted 3: Drake's Deception                                        | Indicado           | [ 26 ]  |
| 12 de abril de 2012     | NAVGTR Awards 2011                                                            | Direção de Arte Contemporânea                     | Uncharted 3: Drake's Deception                                        | Venceu             | [ 26 ]  |
| 12 de abril de 2012     | NAVGTR Awards 2011                                                            | Direção de Câmera em Motor de Game                | Uncharted 3: Drake's Deception                                        | Indicado           | [ 26 ]  |
| 12 de abril de 2012     | NAVGTR Awards 2011                                                            | Direção de Câmera em Cinema de Jogo               | Uncharted 3: Drake's Deception                                        | Venceu             | [ 26 ]  |
| 12 de abril de 2012     | NAVGTR Awards 2011                                                            | Gráficos, Técnico                                 | Uncharted 3: Drake's Deception                                        | Indicado           | [ 26 ]  |
| 12 de abril de 2012     | NAVGTR Awards 2011                                                            | Iluminação/Textura                                | Uncharted 3: Drake's Deception                                        | Indicado           | [ 26 ]  |
| 12 de abril de 2012     | NAVGTR Awards 2011                                                            | Trilha Sonora Dramática Original em Franquia      | Greg Edmonson                                                         | Venceu             | [ 26 ]  |
| 12 de abril de 2012     | NAVGTR Awards 2011                                                            | Edição de Som em Cinema de Jogo                   | Uncharted 3: Drake's Deception                                        | Venceu             | [ 26 ]  |
| 12 de abril de 2012     | NAVGTR Awards 2011                                                            | Efeitos de Som                                    | Uncharted 3: Drake's Deception                                        | Indicado           | [ 26 ]  |
| 12 de abril de 2012     | NAVGTR Awards 2011                                                            | Uso de Som em uma Franquia                        | Uncharted 3: Drake's Deception                                        | Indicado           | [ 26 ]  |
| 12 de abril de 2012     | NAVGTR Awards 2011                                                            | Roteiro de Drama                                  | Uncharted 3: Drake's Deception                                        | Indicado           | [ 26 ]  |
| 12 de abril de 2012     | NAVGTR Awards 2011                                                            | Sequência de Jogo de Aventura                     | Uncharted 3: Drake's Deception                                        | Venceu             | [ 26 ]  |
| 14 de abril de 2012     | Gamezone - Spiel des Jahres 2011                                              | Jogo de Ação-Aventura                             | Uncharted 3: Drake's Deception                                        | Venceu             | [ 365 ] |
| 14 de abril de 2012     | Gamezone - Spiel des Jahres 2011                                              | Jogo do Ano                                       | Uncharted 3: Drake's Deception                                        | Indicado           | [ 365 ] |
| 26 de abril de 2012     | Dataspelsgalan - Årets Spel 2012                                              | Jogo do Ano                                       | Uncharted 3: Drake's Deception                                        | Terceiro           | [ 366 ] |
| 26 de abril de 2012     | Deutscher Computerspielpreis 2012                                             | Melhor Jogo de Console Internacional              | Uncharted 3: Drake's Deception                                        | Indicado           | [ 367 ] |
| 8 de março de 2012      | Game Developers Choice Awards 12th                                            | Melhor Tecnologia                                 | Uncharted 3: Drake's Deception                                        | Indicado           | [ 25 ]  |
| 8 de março de 2012      | Game Developers Choice Awards 12th                                            | Melhor Narrativa                                  | Uncharted 3: Drake's Deception                                        | Indicado           | [ 25 ]  |
| 8 de março de 2012      | Game Developers Choice Awards 12th                                            | Melhor Arte Visual                                | Uncharted 3: Drake's Deception                                        | Venceu             | [ 25 ]  |
| 14 de dezembro de 2019  | Gameswelt - Top 10 Spiele aus 2011                                            | Jogo do Ano                                       | Uncharted 3: Drake's Deception                                        | Oitavo             | [ 368 ] |